# 東武6050系電車
東武6050系電車（とうぶ6050けいでんしゃ）は、6000系の更新によって1985年（昭和60年）に登場した2ドアセミクロスシートの電車。東武鉄道のほか、東武鬼怒川線と直通運転する野岩鉄道会津鬼怒川線と会津鉄道会津線でも運用された。
本項では、「スカイツリートレイン」の愛称を持つ634型電車、野岩鉄道が所有する同型車の野岩鉄道6050系電車（100番台）および会津鉄道が所有していた同型車の会津鉄道6050系電車（200番台）についても併せて記述する。また、個々の編成を表す場合は634型を除き、浅草方先頭車の車両番号の末尾に「F」（「編成」を意味する英語Formationの頭文字）を付して表記する。

## 概要

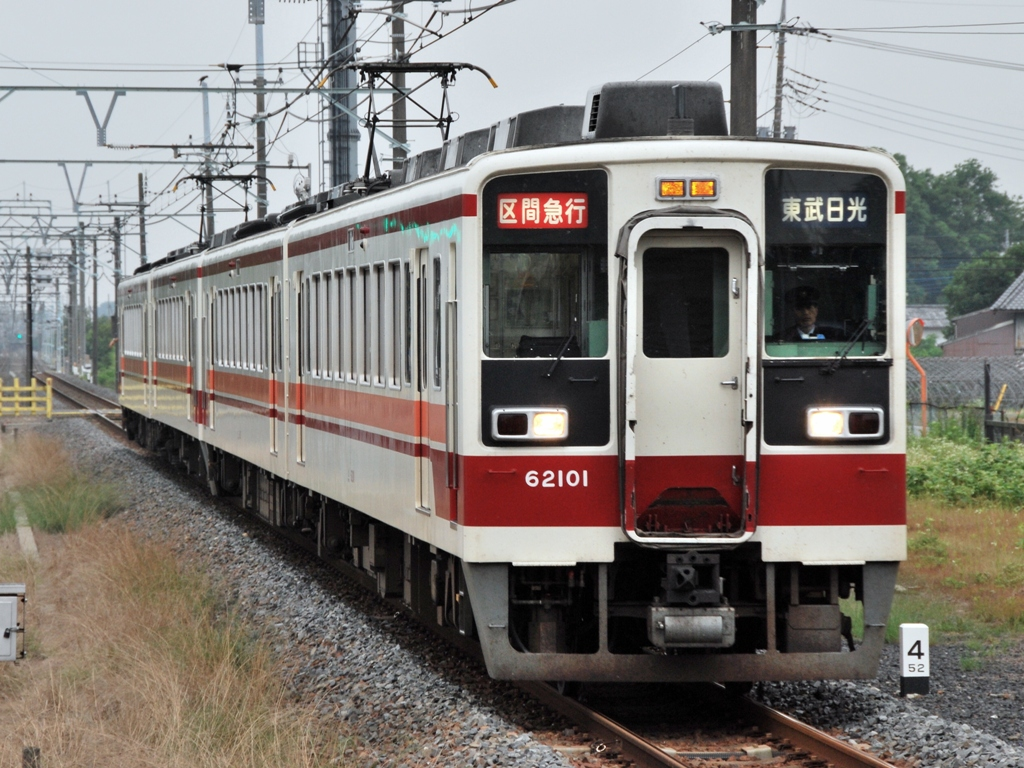
野岩鉄道所属 6050系100番台
62101F （2009年6月5日 家中駅）

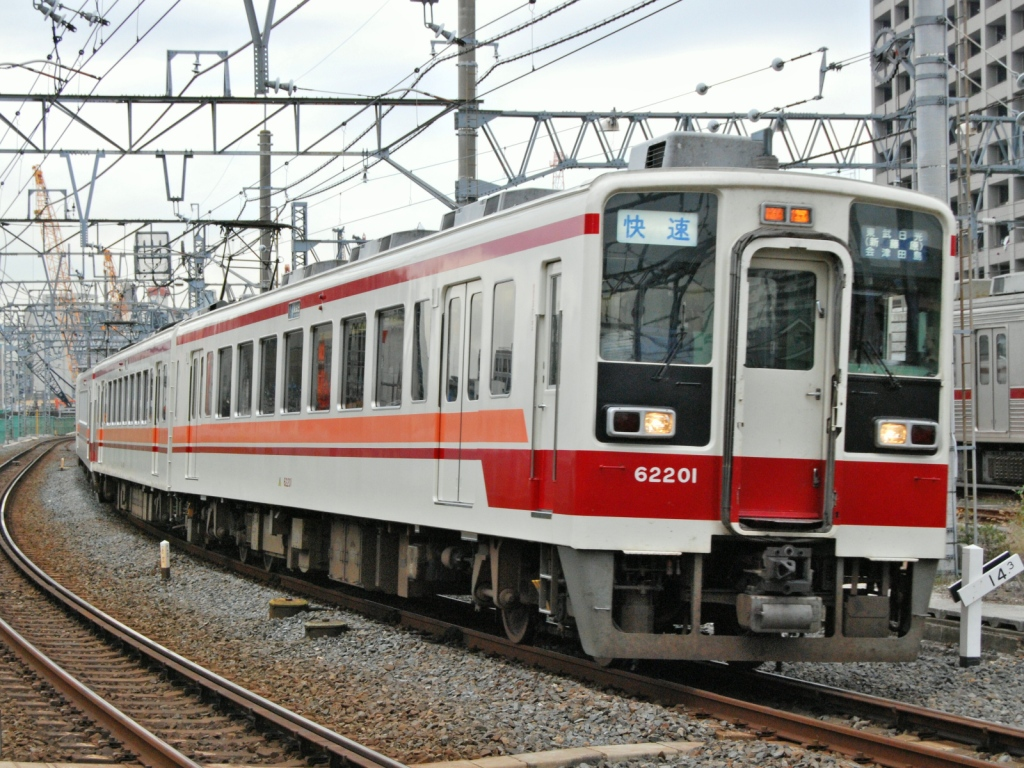
会津鉄道所属 6050系200番台
62201F （2008年11月5日 曳舟駅－業平橋駅〈現とうきょうスカイツリー駅〉間

1985年（昭和60年）10月から翌1986年（昭和61年）10月にかけて、当時建設中だった野岩鉄道会津鬼怒川線への直通運転に備え、2両編成（モハ6150形 （Mc）- クハ6250形（Tc））22本の計44両が登場した。その後、1988年（昭和63年）には完全新造車が7編成14両増備され、最盛期には29編成58両が在籍した。
当初は6000系に不燃化等の改造をして使用する予定であったが、同系列は非冷房車であり、車両設備も陳腐化していたことから、新線乗り入れのため新造（一部車両更新）によるイメージアップのほうが得策と判断され、本形式の製造が決定した。
東武鉄道の公式ホームページでは、「6050型」と表記されている。
東武と会津鉄道では運用から外れ、2024年（令和6年）時点では、クラウドファンディングで費用を調達して改修した野岩鉄道の2両2編成（61102F・61103F）のみが運行を続けている。

## 構造

### 外観
全長は20 mで、両開き式ドアを前後2か所に備える。前面は大型ガラスを使用した三面折妻構造で、窓周りをくぼませ（いわゆる「額縁」スタイル）、貫通扉の上に急行灯を装着する。なお、この前面のデザインは、細部の差異はあるが、8000系の1987年度（昭和62年度）以降の更新修繕車に、また排障器を省略して10030型に採用されている。
基本的には普通鋼製であるが、腐食対策として枕梁、屋根板は耐候性鋼板、床板にはステンレスを使用している。各構体の接合には、重ね合わせ構造をやめて突き合わせ溶接構造を施工している。踏切事故対策として、車両前部の運転士側構体部は、骨組みの強化を実施している。また、前面下部には排障器（スカート）を装備する。
塗装は、ジャスミンホワイト■を基調に前面はパープルルビーレッド■、側面はパープルルビーレッド■ 2本とサニーコーラルオレンジ■のラインを巻いている。後にこの車両塗色は塗り分けこそ異なるが100系「スペーシア」、300型・350型にも採用され、日光方面優等系車両のイメージカラーとなる。
耐寒・耐雪仕様となっており、床下機器は防雪構造、ブレーキ装置やトイレ周辺の配管類にはヒーターを設置する。客用ドアレール部には凍結防止用のレールヒーターを設置する。
2011年（平成23年）頃に転落防止幌がモハ6150形とクハ6250形の連結面に設けられた。

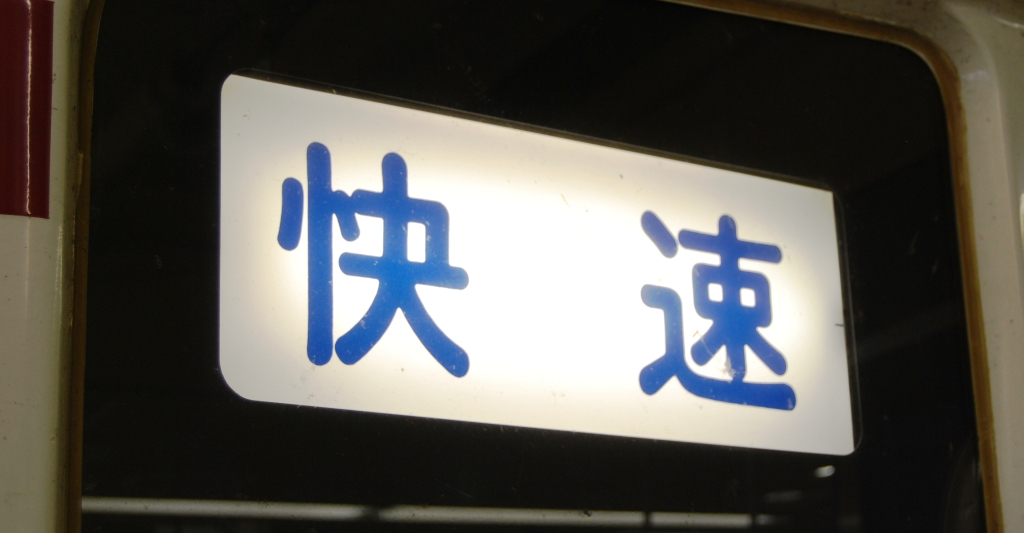
車外前面種別表示器
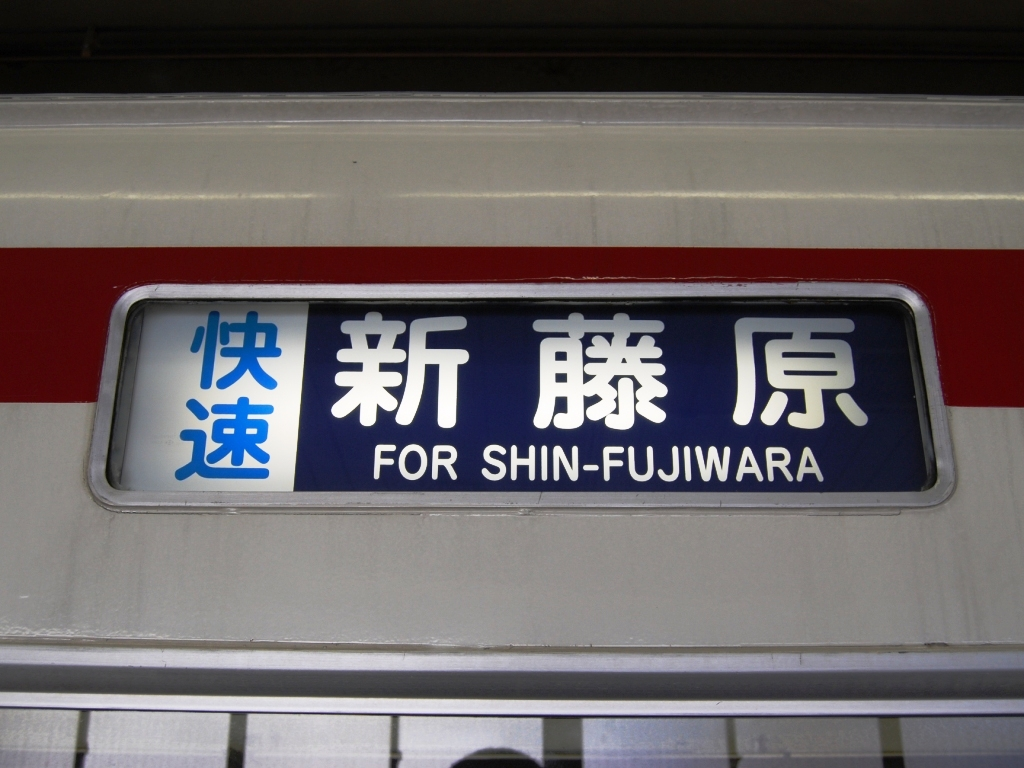
車外側面行先表示器
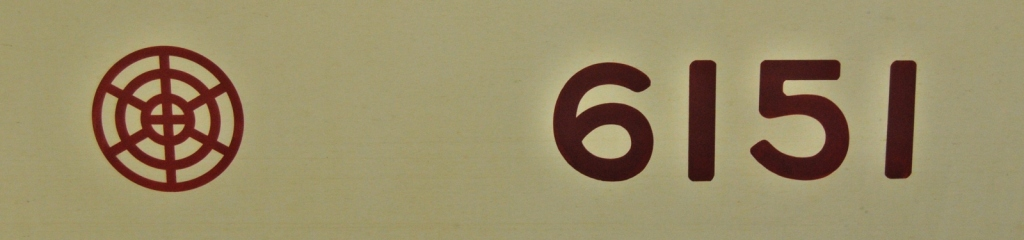
車両番号表記 （東武モハ6151号）
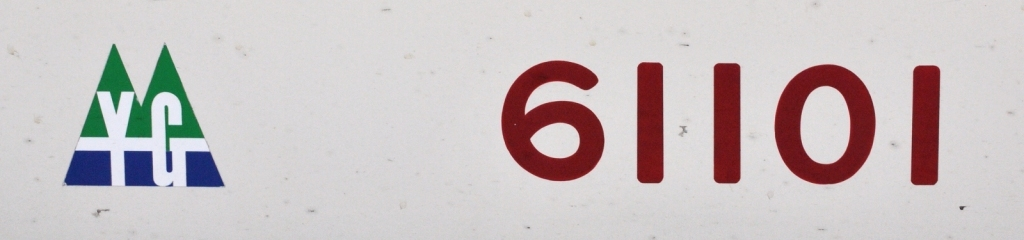
車両番号表記 （野岩鉄道モハ61101号）
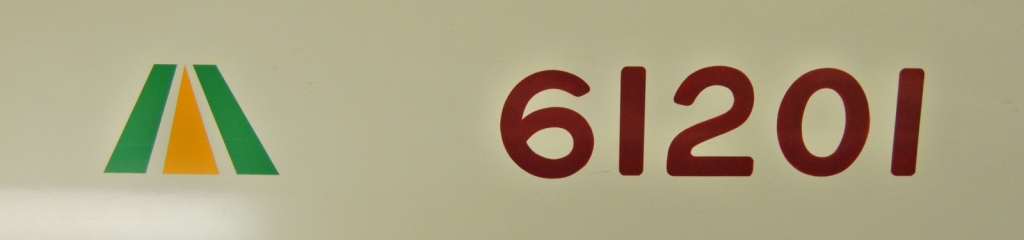
車両番号表記 （会津鉄道モハ61201号）

### 車内設備
座席配置はドア間固定クロスシート、車端・戸袋部ロングシートのセミクロスシートとした。ボックスシートは座席間隔（シートピッチ）が6000系の1,480 mmから1,525 mmに拡大された。また、窓框の下に折りたたみ式テーブルを設置している。当初、一部区間では喫煙が可能であったことから座席のひじ掛けには灰皿が内蔵されていたが、1993年（平成5年）4月以降に新栃木駅以北の禁煙化に伴って撤去された。つり革はロングシート部分のみ設置するほか、観光列車としての使用から車内天井の中つり広告は設置していない。
車内の乗務員室側の妻面上部の中央には、分割運転時の誤乗防止のため、回転幕式の行先表示器を設置している。車内放送装置も、浅草発の下り列車では各分割列車ごとに放送ができる機能を有する。
長距離運用が前提のため、クハ6250形に和式トイレを設置している。客室側窓はバランサー付きの一枚下降式を採用している。また、蛍光灯にはカバーが取り付けられており、カバーはダイヤカット（クリスタル）模様入りとした。このカバーはスキー板や大きな荷物の衝突による蛍光灯の破損防止を目的としたものである。通常の蛍光灯のほか、夜行列車での使用を想定した白熱灯による常夜灯を設置している（乗客が寝やすいよう車内照明を暗くする）。
空調装置は集約分散式で、客室用には12.2 kW（10,500 kcal/h）出力品を3台（1両あたり36.63 kW = 31,500 kcal/h）、乗務員室用には専用の2.62 kW（2,250 kcal/h）出力品を搭載する。冷房の冷気吹き出し口はラインフロー式で、出入り台部分には補助送風機（スイープファン）を設置してある。車内保温のためのドアカット機能（連結面寄のみ）はあるが、開閉ボタンは装備していない。
長大トンネル区間を走行することから、乗務員室内には非常ハシゴを設け、車内連結部の壁面には非常灯（懐中電灯）を設置する（通常は鎖錠されており、予備の電球と乾電池も用意されている）。
他の通勤用車両とは異なりドアステッカーが貼り付けされていなかったが、2009年（平成21年）頃からドアステッカーが貼付されるようになった。

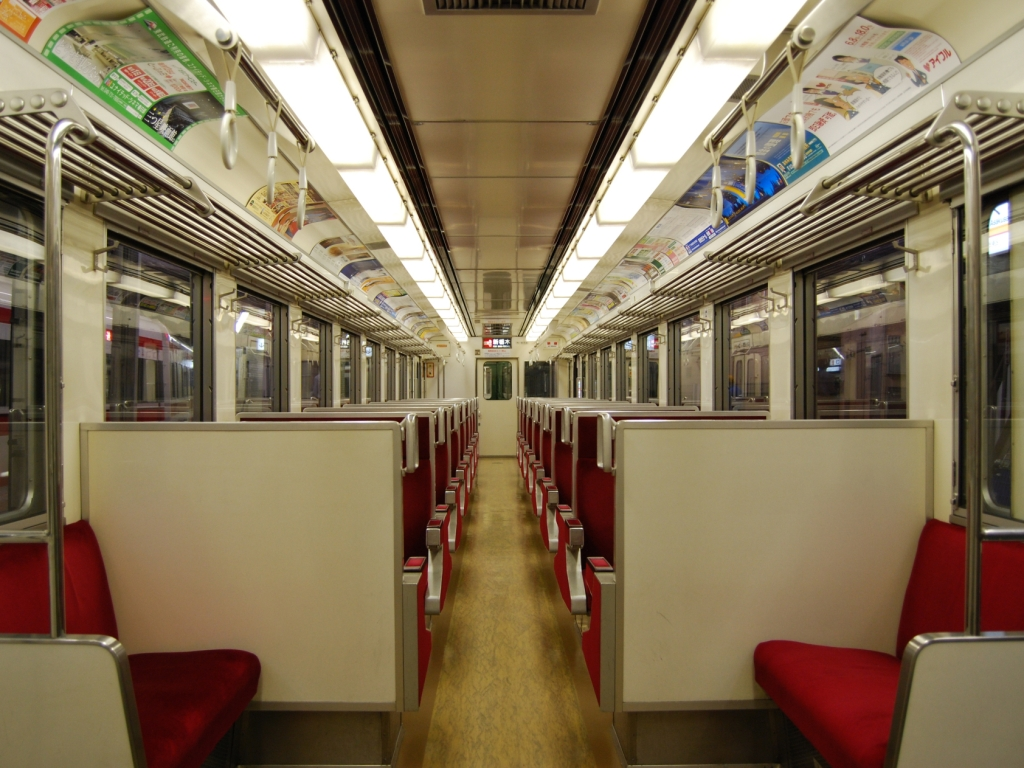
モハ6150形車内
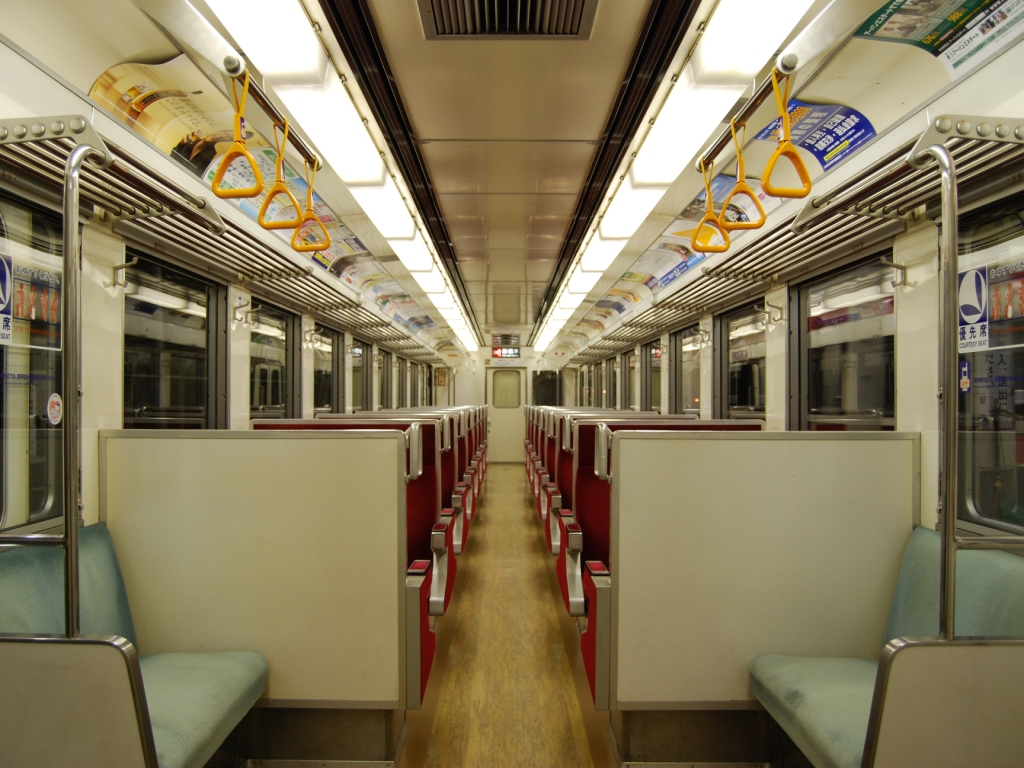
クハ6250形車内
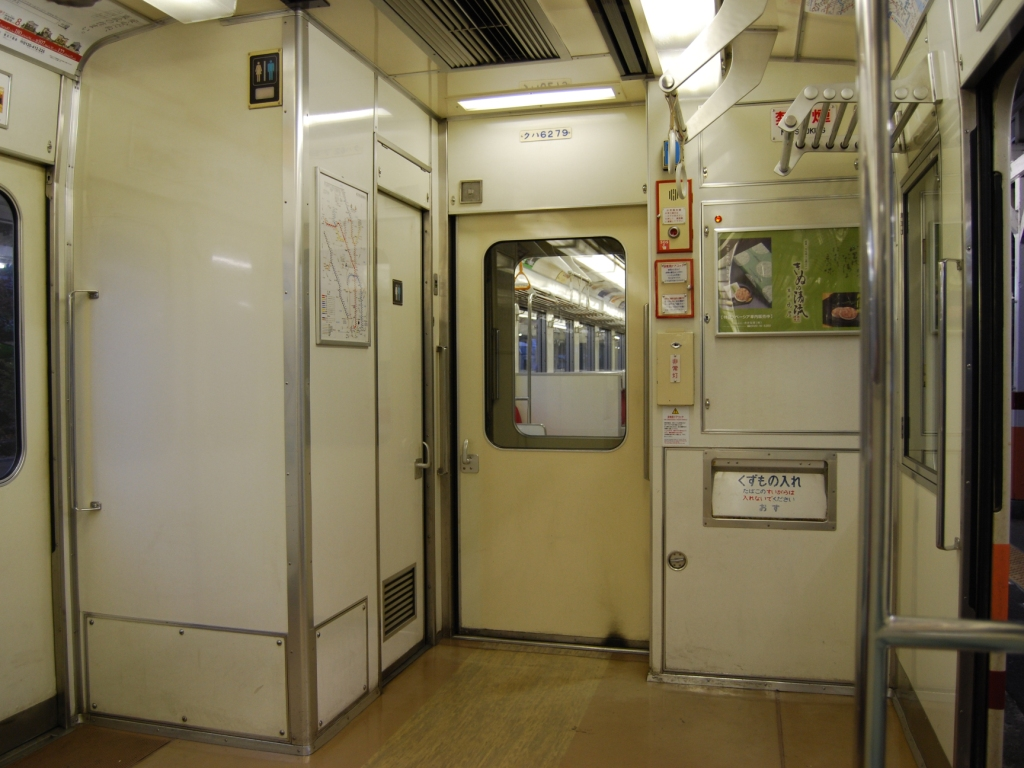
クハ6250形車内に設置されている トイレ（左側）およびくずもの入れ （右側）。壁面には上から非常通報器、ドアコック、非常灯を設置する
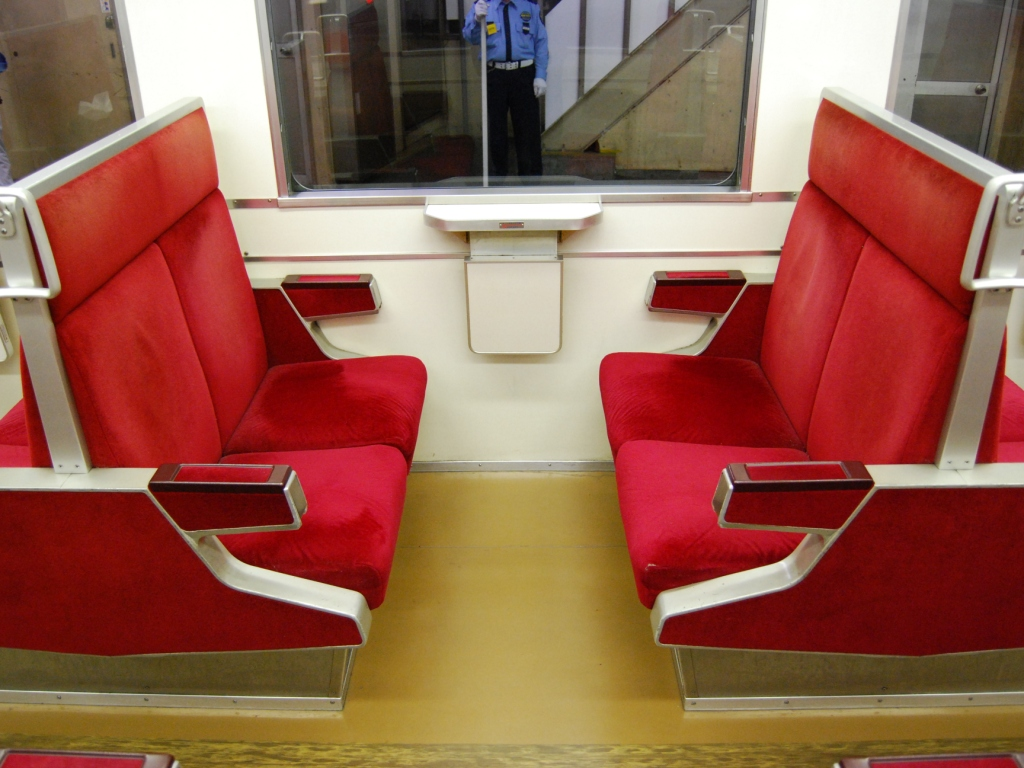
4人掛けボックスシート
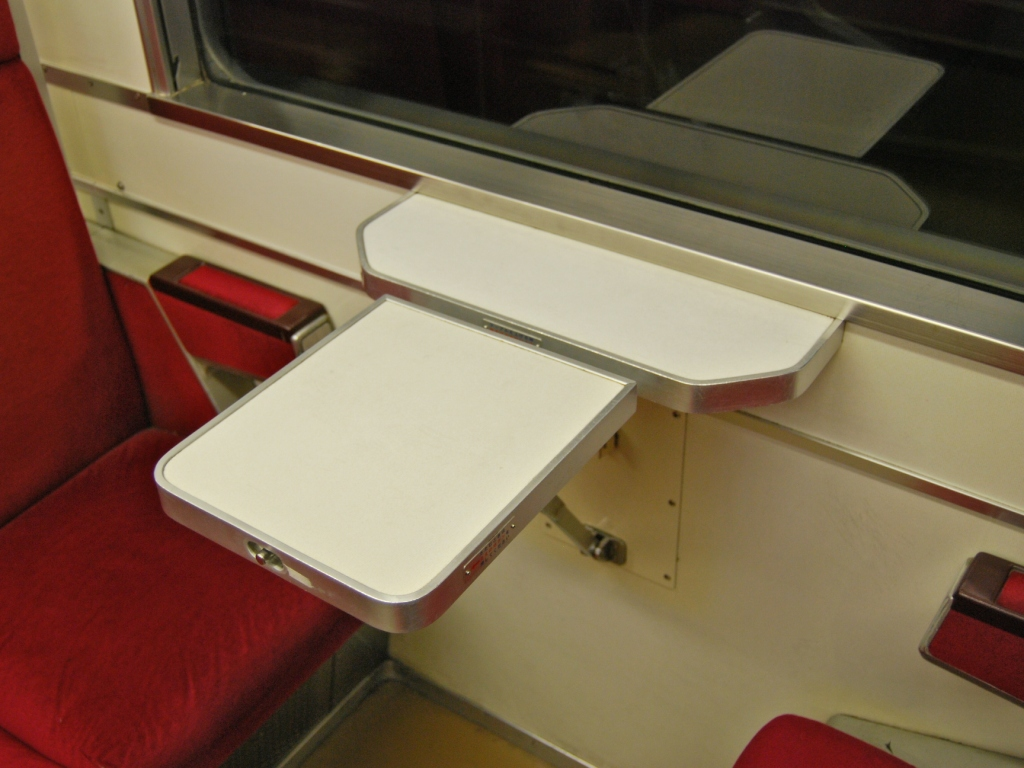
ボックスシートに装備されている 折りたたみテーブル
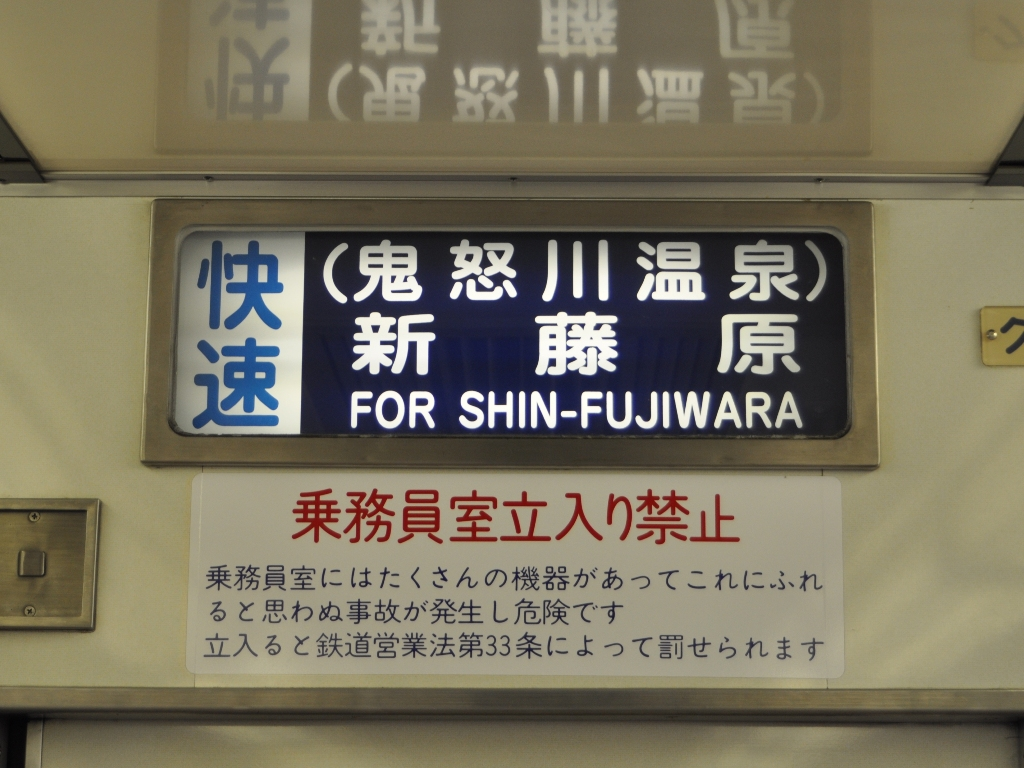
誤乗防止策として、 車内乗務員室扉上部にも 行先表示器が装備されている

### 主要機器
6000系より主電動機や台車、主抵抗器、電動空気圧縮機 (CP) などを流用したが、主制御器等の主要機器は新製されている。ただし、制御シーケンスやブレーキシステムの仕様は6000系とほぼ同一であり、更新途上においては両系列の併結運転も行われた。
主制御器は電動カム軸式の日立製作所製MMC-HTB-10Lである（力行18段、弱め界磁6段、発電ブレーキ直列全界磁18段、抑速ブレーキ対応）。6000系が搭載したMMC-HTB-10Dと制御段数およびシーケンスは同一で主電動機4個永久直列回路構成であるが、野岩鉄道への乗り入れを考慮して耐寒・耐雪設計とされたほか、無接点制御方式を取り入れメンテナンス軽減を図っている。電動発電機 (MG) も冷房装置が搭載されたことからブラシレス式の大容量のものが新製され、容量75 kVAのCLG-703をクハ6250形に搭載する。
1996年（平成8年）には、増解結時の省力化を図る目的で自動連結器から電気連結器付き密着連結器への交換が行われた。その後、2001年（平成13年）3月28日のダイヤ改正より日光線普通列車でも運用されることとなり、5編成に霜取り用パンタグラフが搭載された。電動台車には当初から撒砂装置が設けられている。

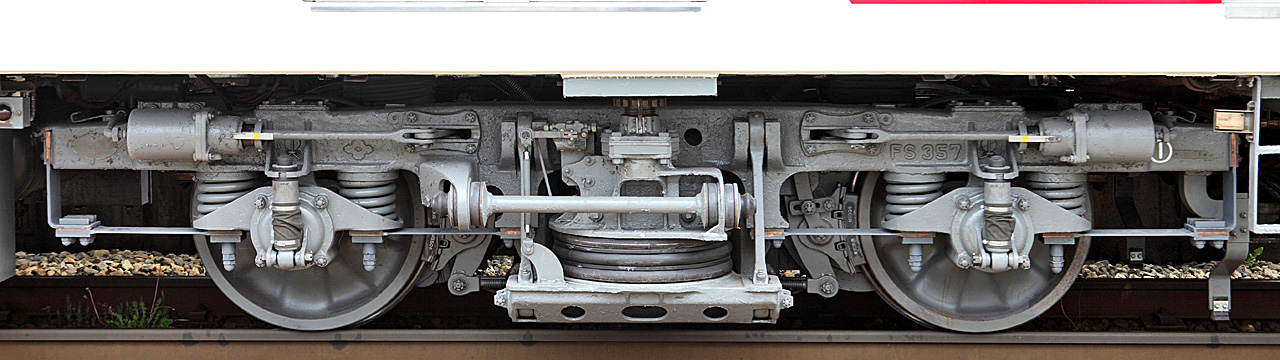
車体更新車の台車 TRS-63M（住友金属 FS357）
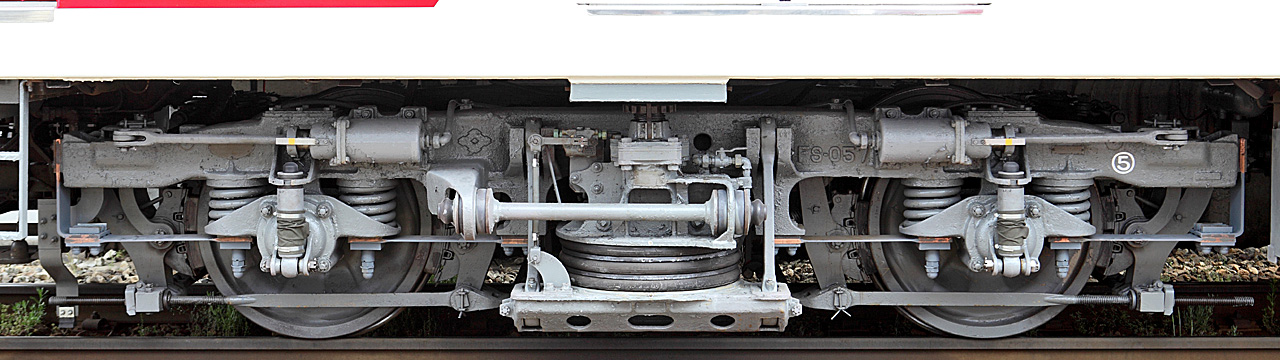
同左 TRS-63T（住友金属 FS057）
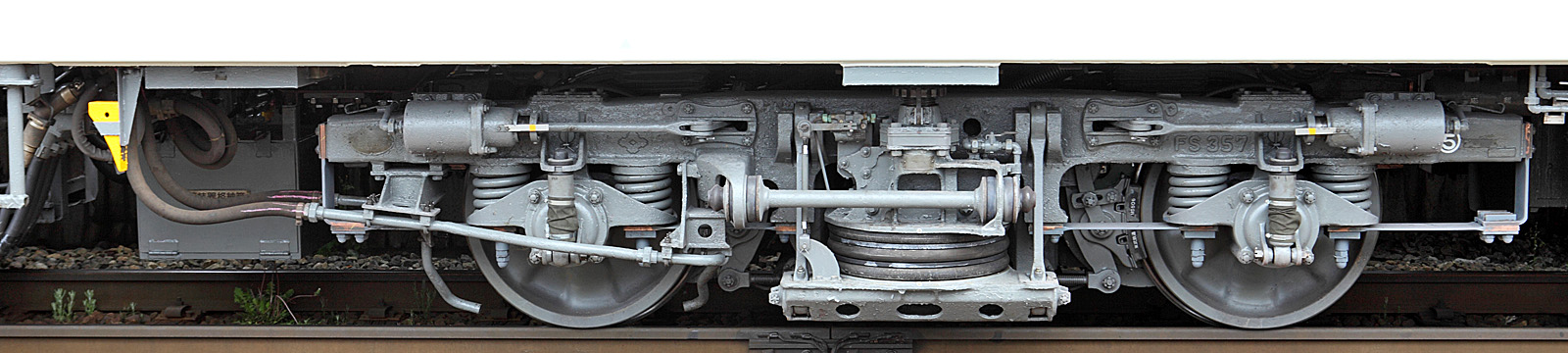
同左 砂撒き装置付きTRS-63M
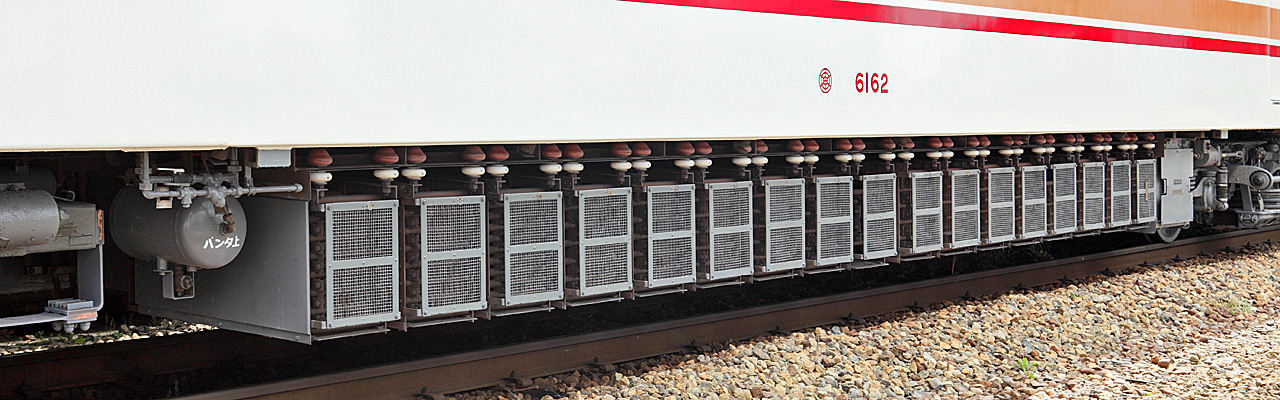
主抵抗器

## 完全新造車の製造

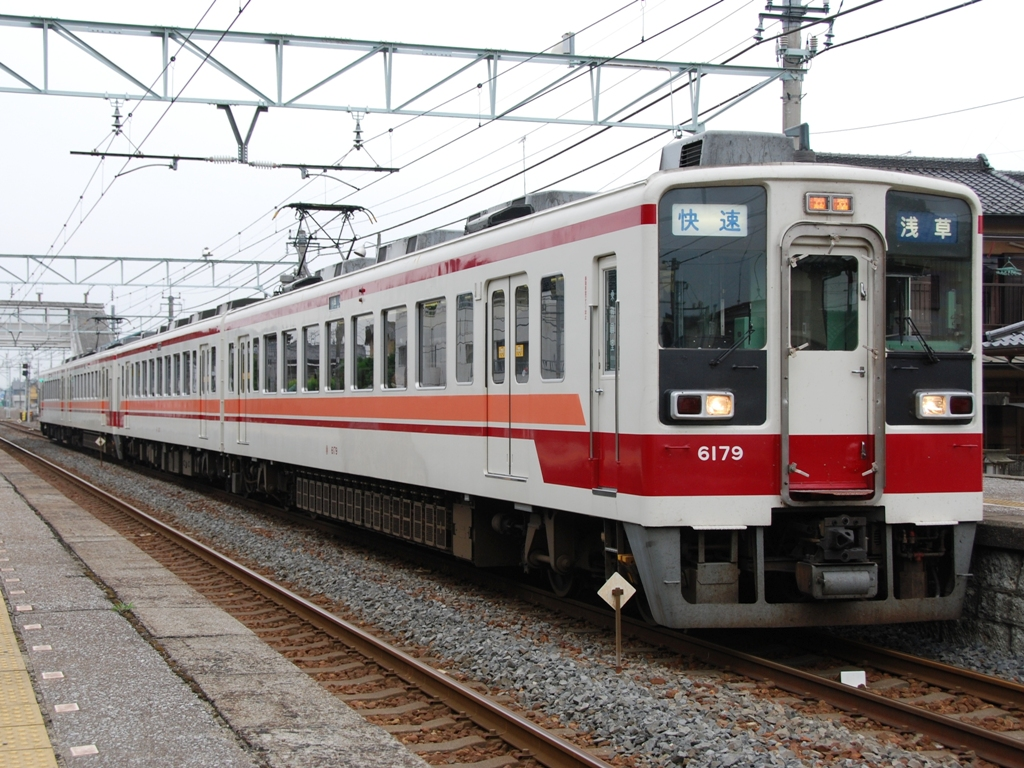
完全新造車6179F

6050系への更新途上において、運用車両が不足することから1985年（昭和60年）に100番台1編成（61101F）が完全新造された。翌年には61102Fが新造され、野岩鉄道の開業に合わせて2編成とも同社へ譲渡された。
新造車と更新車の大きな相違点は、台車が更新車の住友金属工業製ミンデンドイツ型FS357・057（東武形式TRS-63M・63T）に対して、住友製SUミンデン型に変更されたことである。当初は、メンテナンスの関係からFS357・057が採用される予定だったが、メーカー側の製造上の問題によりSUミンデン型が採用された。
1988年（昭和63年）には、野岩鉄道の快速列車の車種統一および会津鉄道会津線の会津田島駅までの電化開業に備えるため、完全新造車が8編成（野岩鉄道車1編成含む）が追加投入された。
その後1990年（平成2年）には200番台1編成（61201F）が製造され、同年10月12日の会津田島電化開業に合わせて会津鉄道に譲渡された。これは会津鉄道が所有する唯一の電車であった。
製造年度
- 61101F：1985年
- 61102F：1986年
- 6173F - 6179F・61103F：1988年
- 61201F：1990年

なお、この完全新造車のうち2編成（6177F・6178F）が2012年（平成24年）に後述する634型に改造された。

## 運用

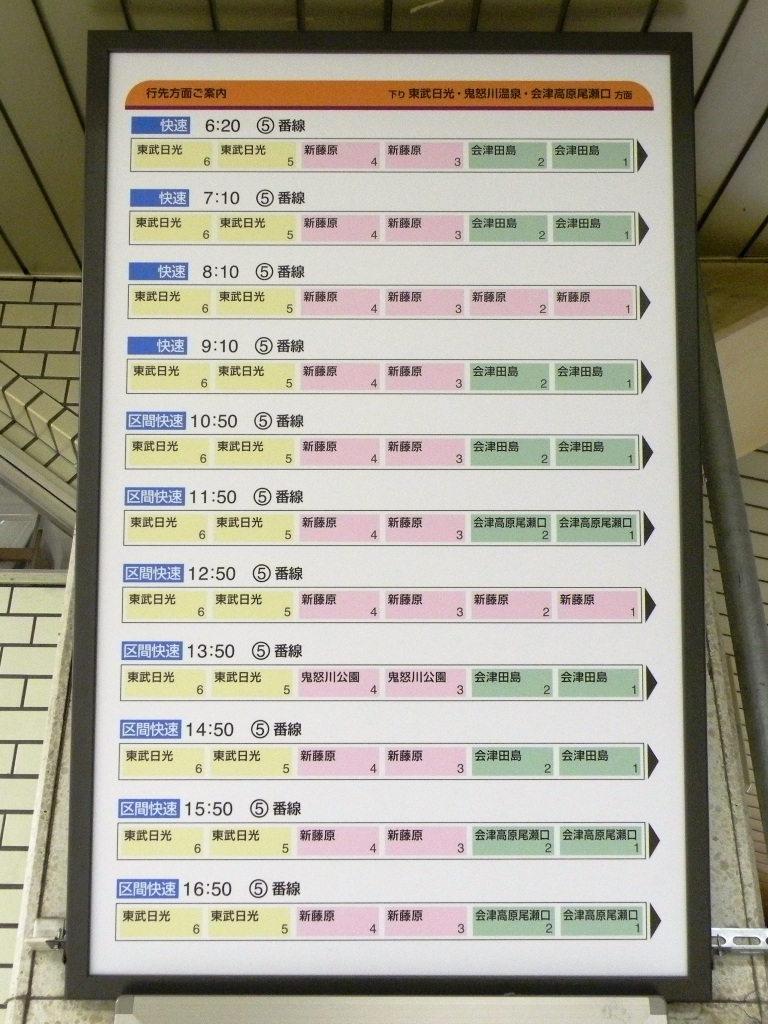
浅草駅5番線に掲示されていた、快速・区間快速発車案内板
（2009年6月6日ダイヤ改正時点のもの）
（2009年7月2日）

南栗橋車両管区新栃木出張所に配置され、日光線・鬼怒川線、および野岩鉄道会津鬼怒川線と会津鉄道会津線で運用された。また野岩鉄道・会津鉄道の所有車両も同所に常駐しており、3社の車両が共通運用されていた。
運用開始当初から日光線・鬼怒川線の快速・区間快速を中心に充当されており、導入当初は6000系との併結運用も存在した。これは1985年（昭和60年）11月の運用開始から6000系が引退する翌年9月までの一時的なもので、本形式と6000系との併結には専用のジャンパ栓を使用していた。
1991年（平成3年）7月21日のダイヤ改正までは、座席指定制かつ有料の快速急行「だいや」「おじか」「しもつけ」にも使用されていたが、これらは急行に昇格のうえ300型・350型に置き換えられた。この他、「尾瀬夜行」「スノーパル」などの臨時夜行列車や団体列車にも使用されていた。
2001年（平成13年）3月28日のダイヤ改正では5050系置き換えのため、日光線栃木駅 - 東武日光駅間の普通列車や宇都宮線の一部列車に運用されるようになった。
2006年（平成18年）3月18日のダイヤ改正で区間快速（浅草駅 - 東武動物公園駅間快速運転、東武動物公園駅以北は各駅停車）が新設され、昼以降の快速が区間快速に置き換えられた。これに伴い種別表示器の「快速」表記は白地に赤から白地に青に変更され、「区間快速」の表記は青地に白抜きとされた。また、ダイヤ改正による伊勢崎線・日光線の種別名称変更に伴い、送り込み輸送の種別が準急から区間急行へ変更された（表記は赤地に白抜きのまま）。また、野岩鉄道・会津鉄道の会津高原駅が会津高原尾瀬口駅へ駅名を改称したことに伴い、東武では最長となる7文字の行先表示が登場している。
2017年（平成29年）4月21日のダイヤ改正により快速・区間快速と浅草駅 - 新栃木駅間の区間急行が廃止され、浅草駅 - 南栗橋駅間と6両編成及び増解結を行う定期運用が消滅し、以降は日光線南栗橋以北及び鬼怒川線、野岩線、会津線の急行・区間急行・普通列車に使用された。行楽シーズンには臨時列車として南栗橋駅以南にも乗り入れた実績があり、快速・区間快速廃止直後の2017年ゴールデンウィークでは浅草駅 - 東武日光駅間で臨時運行された。
2019年（令和元年）10月の東武日光線全線開業90周年を記念して、本形式の1編成が6000系時代のツートンカラーに変更されることが発表され、同年11月21日に6162F（旧6119F）が塗装変更されて出場した。内装モケットも6000系時代の金茶色のものが復元されている。同編成は同年11月30日から営業運転を開始した。翌2020年（令和2年）1月20日には完全新造車の6179Fもツートンカラーに塗装変更されて出場している。
2021年（令和3年）12月8日の運用変更をもって急行列車の定期運用が消滅し、さらに翌年3月12日のダイヤ改正をもって、会津鉄道所有の61201Fが引退。東武鉄道所有編成も同日をもって定期運用を終了し、以降は野岩鉄道所属の編成が鬼怒川温泉駅 - 会津高原尾瀬口駅（1.5往復のみ会津田島駅）間でだけ運行されている。

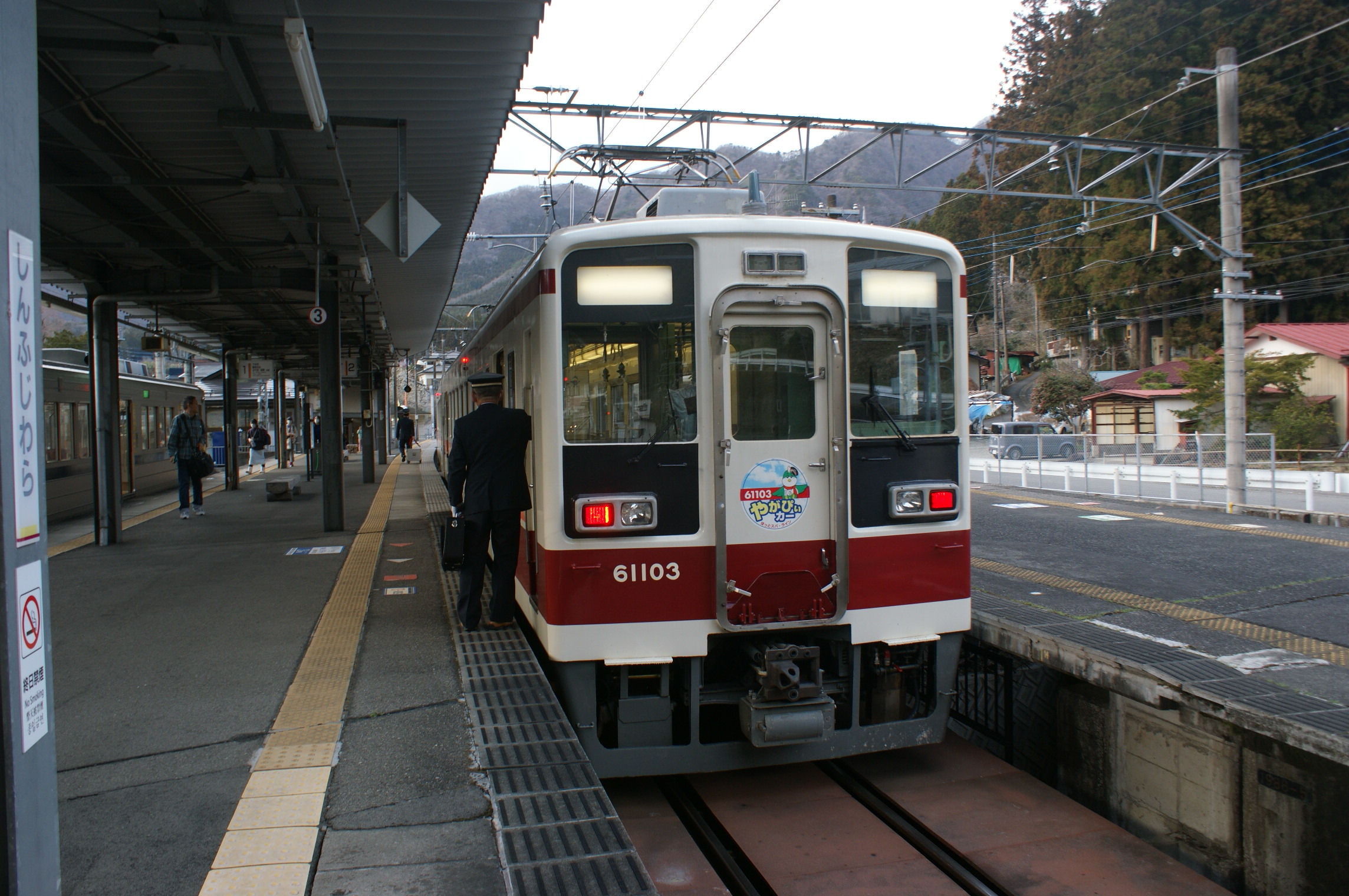
野岩鉄道6050系61103Fのやがぴぃカー。

2022年（令和4年）8月10日から10月7日まで続いたクラウドファンディングの資金で野岩鉄道所属の61103Fが修繕・改造が行われ、2024年1月26日より観光列車「やがぴぃカー」として運転開始した。内容としては、
- 車体修繕
- 畳と掘りごたつの設置
- 模擬運転台とテレビの設置

などが挙げられる。模擬運転台には廃車となった6050系の本物の運転台を使用し、追加料金（500円）で3区間のうちから1区間を体験することができる。座席整理券料金は500円（小人半額）で掘りごたつを利用する際は追加料金500円（小人半額）がかかる。61103Fのうち61103号車は乗車整理券が必要だが、61203号車は追加料金なしで乗車可能で、従来のボックスシートが残っている（トイレは洋式に変更）。なお、2025年3月15日のダイヤ改正以降は有料列車としての運転はされておらず、臨時列車や普通・区間快速として使われている（乗車券のみで乗車できるが、座布団・運転台席は使用できないようになっている）。

### 廃車
本形式は更新改造から30年以上、機器類は新造から50年以上経過したことから老朽化が顕著なことや、ワンマン化を実施するために2017年（平成29年）5月11日に6158Fが北館林荷扱所へ廃車回送され、本形式初の廃車となった。そして2022年（令和4年）には3月12日のダイヤ改正の前日に野岩鉄道線とごくわずかの東武線運用を除き運用を終了した。その後、会津鉄道所属の61201F、野岩鉄道61101Fが廃車・解体された。
除籍された本形式のうち2017年（平成29年）10月に除籍された6165Fは解体せず、南栗橋車両管区本区構内訓練線の訓練機械に転用。2021年には自動運転に必要な前方障害物検知装置を搭載しての実験車両に改造された。

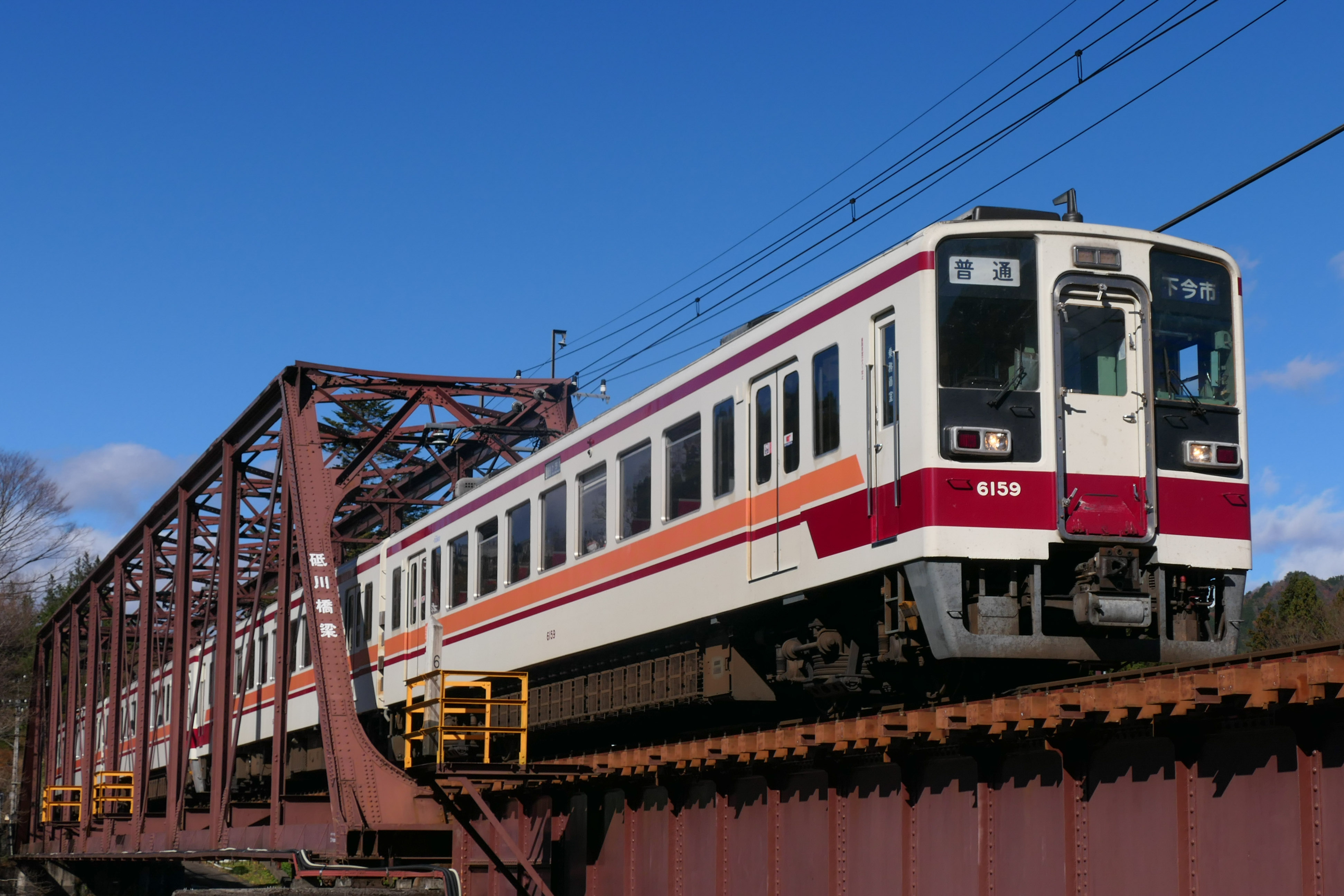
日光線栃木駅以北および鬼怒川線で運転される「普通」
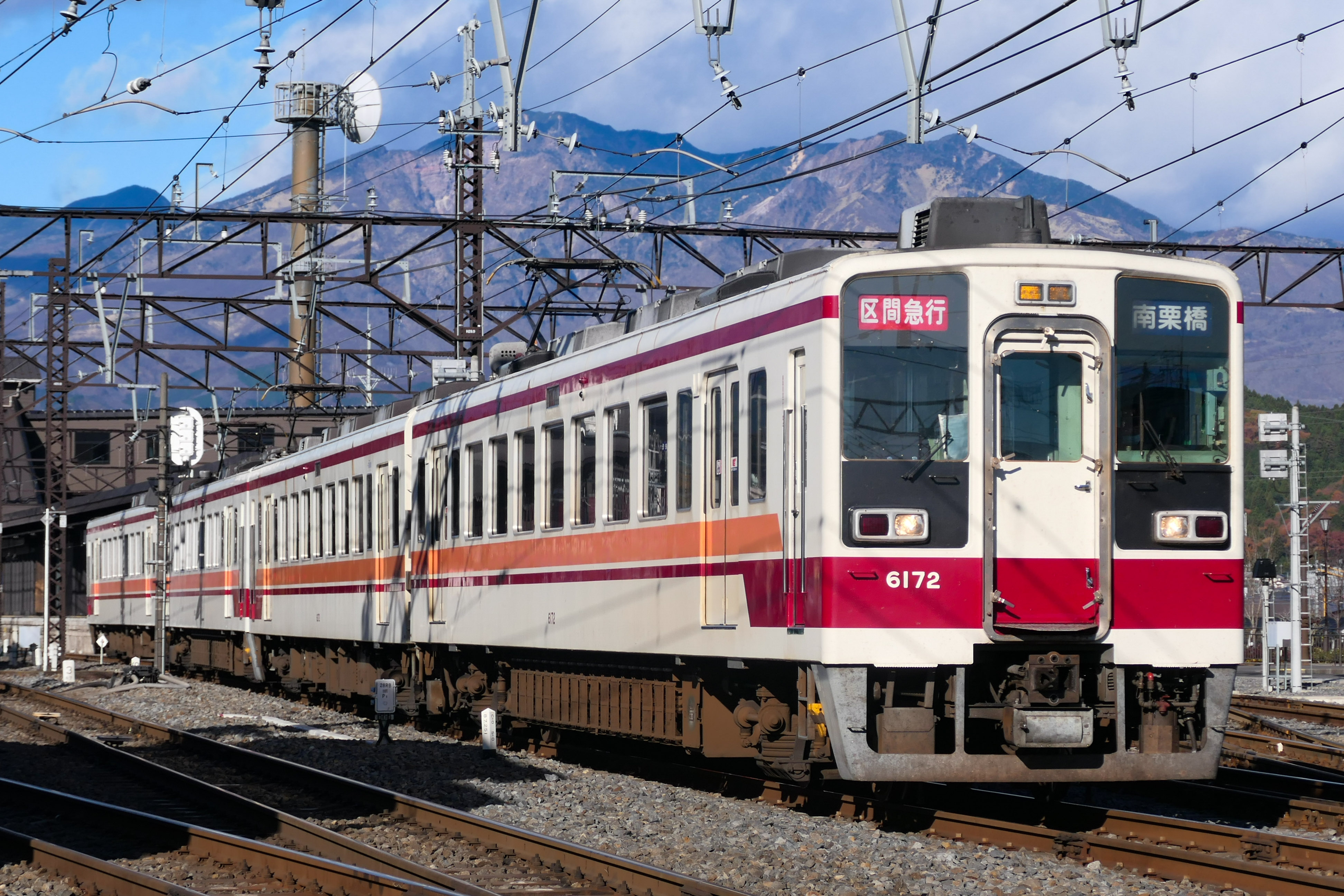
日光線の南栗橋駅以北で運転されていた「区間急行」(2022年3月12日のダイヤ改正で廃止)
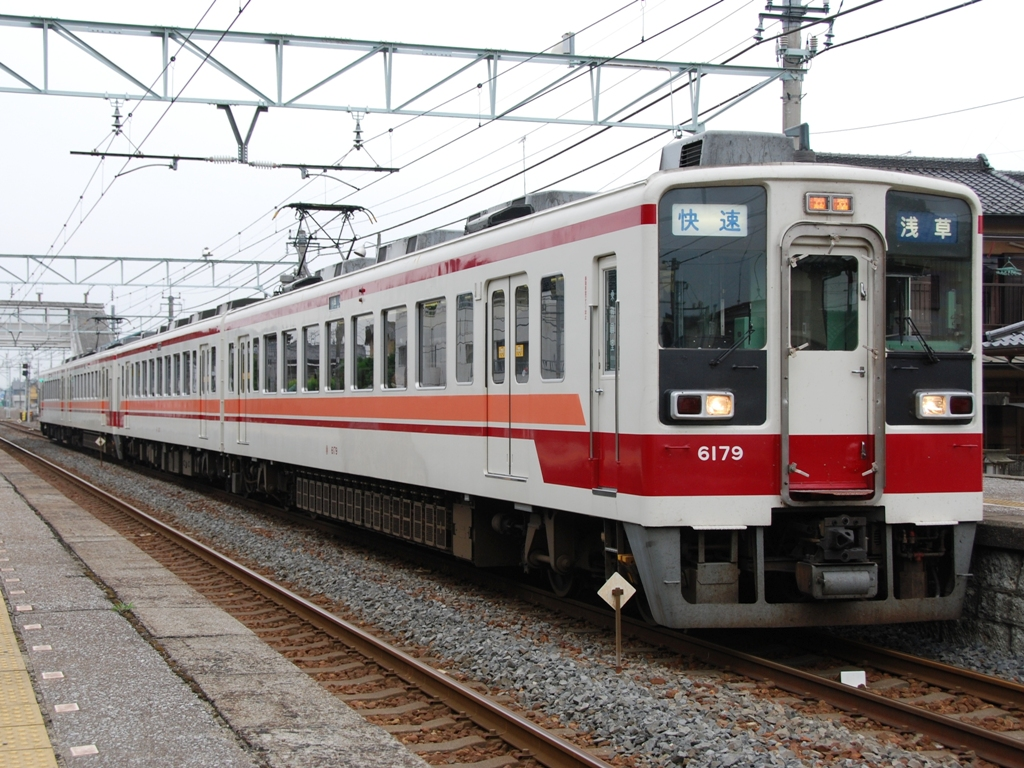
日光線の浅草駅行き「快速」（2017年4月21日のダイヤ改正で廃止）
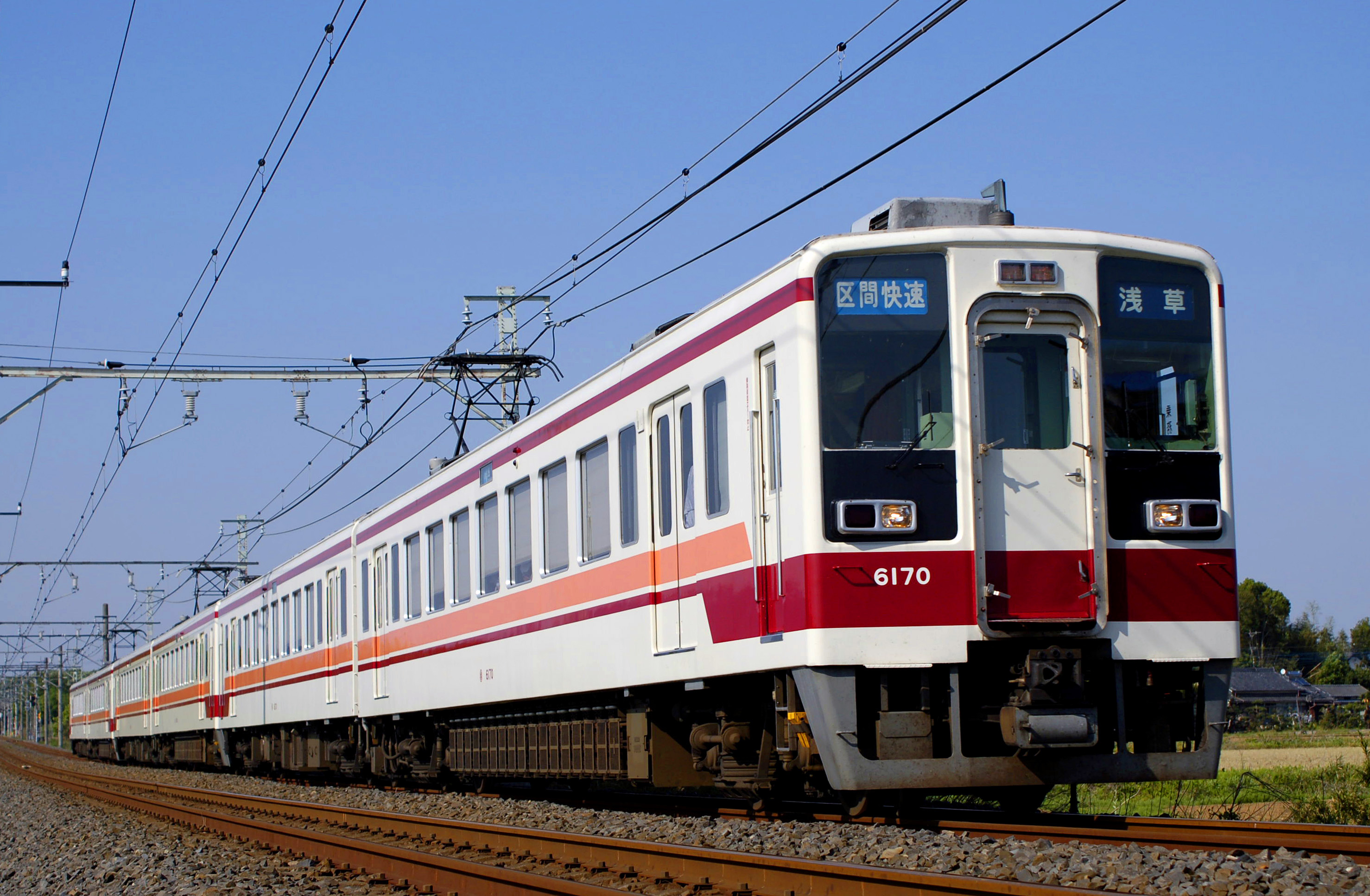
午後から夕夜間、上り快速列車にかけて運転されていた「区間快速」（2017年4月21日のダイヤ改正で廃止）
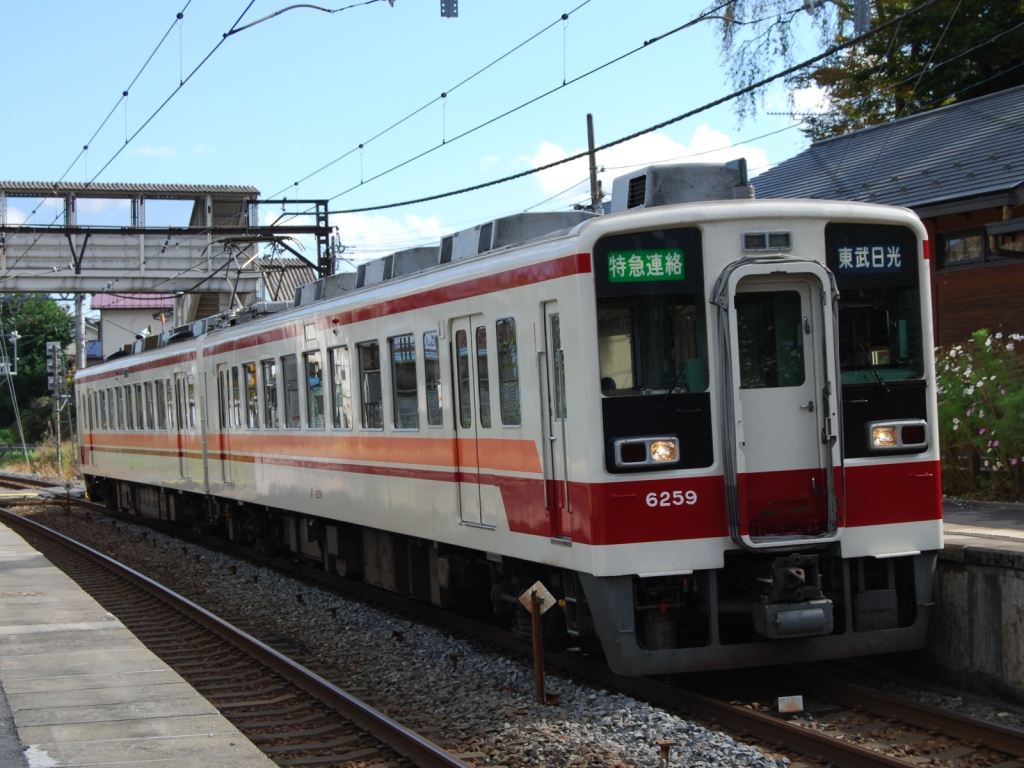
下今市で鬼怒川線方面特急と接続する「特急連絡」(2009年ダイヤ改正で使用車両を東武100系に変更、2022年ダイヤ改正で廃止)
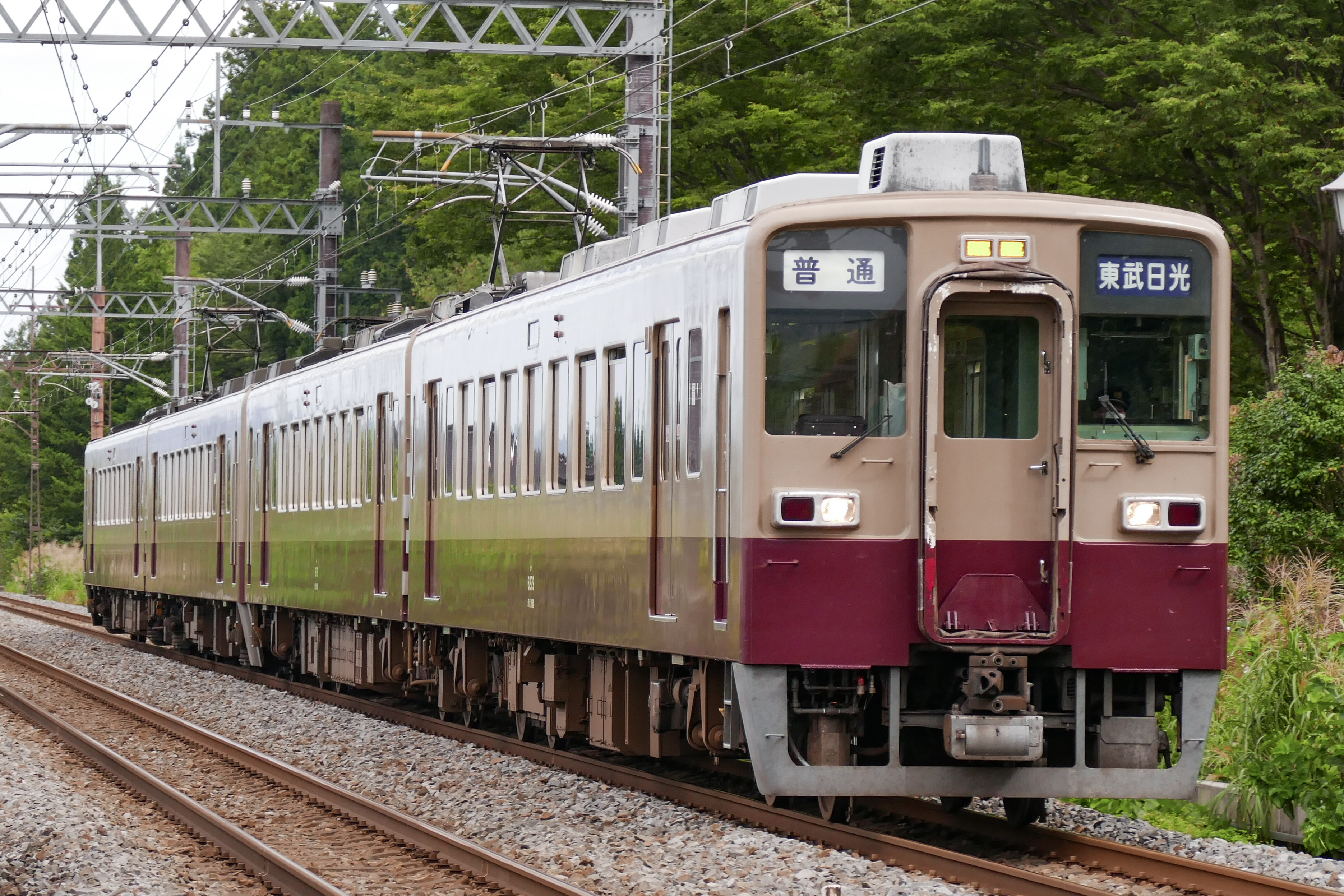
旧6000系を模したリバイバルツートンカラー編成
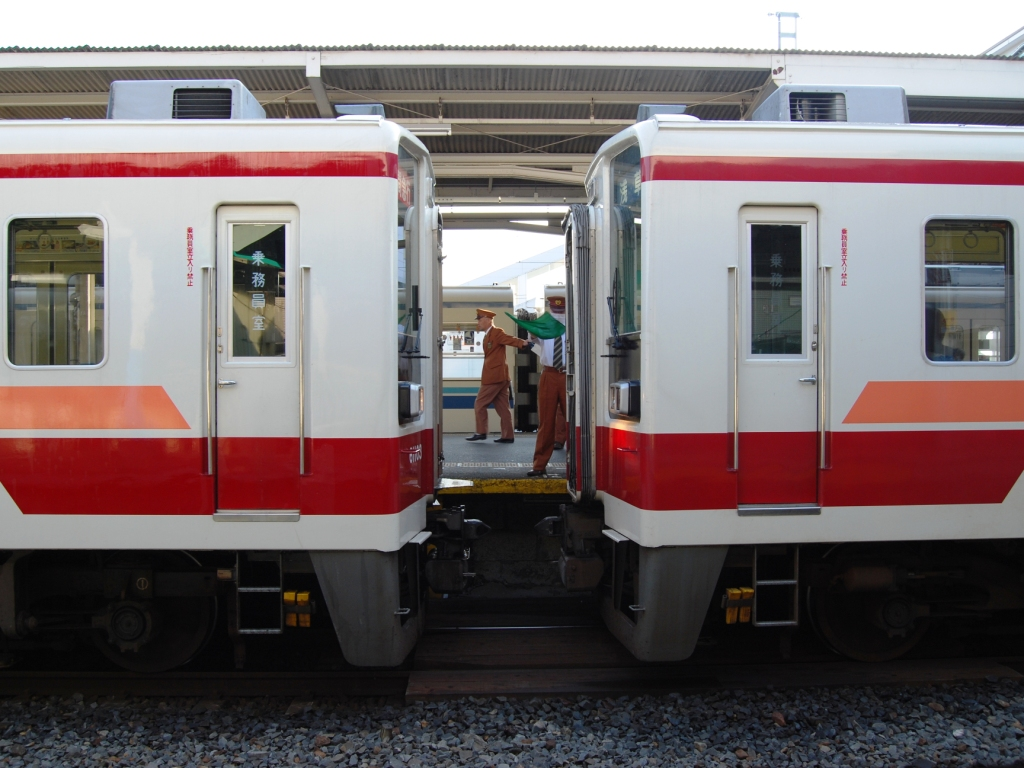
新栃木駅での増結作業の様子

## 形式および編成表

### 形式
モハ6150形（Mc）
浅草・南栗橋向き制御電動車。主制御装置・パンタグラフを搭載する。
クハ6250形（Tc）
東武日光・新藤原・会津田島駅向き制御車。電動空気圧縮機・補助電源装置を搭載する。車内では連結面側にトイレを設置している。

### 編成表
|              |              | ← 浅草駅、南栗橋駅、東武日光駅、新藤原駅、会津田島駅 → |                   |                    |
| 形式         | 形式         | モハ6150形（Mc）                                       | クハ6250形（Tc）  | 更新or新造         |
| 搭載機器     | 搭載機器     | CON・PT                                                | MG・CP            | 更新or新造         |
| 自重         | 自重         | 40.0 t                                                 | 34.0 t            | 更新or新造         |
| 定員（座席） | 定員（座席） | 150（72）                                              | 145（68）         | 更新or新造         |
| 車両番号     | 東武         | 6151 ： 6172                                           | 6251 ： 6272      | 6000系からの更新車 |
| 車両番号     | 東武         | 6173 ： 6176 6179                                      | 6273 ： 6276 6279 | 新造車             |
| 車両番号     | 野岩         | 61101 61102 61103                                      | 62101 62102 62103 | 新造車             |
| 車両番号     | 会津         | 61201                                                  | 62201             | 新造車             |

## 634型「スカイツリートレイン」

### 概要
東武634型電車（とうぶむさしけいでんしゃ）は、6050系のうち6177F・6178Fを総合車両製作所横浜事業所で改造し、車内の高床化やトイレ・腰掛のバリアフリー対応化を行い、展望窓を設置した観光用車両である（種車の2編成は東急車輛製造で製造）。愛称は「スカイツリートレイン」であり、2012年（平成24年）11月29日から同名の特急列車で運行を開始した。通常は2編成併結の4連で運転されている。
文献によっては東武634形や東武634系の記述も見られる。形式名の「634」は東京スカイツリーの高さ634 mにちなんでいる。
2017年（平成29年）4月16日を最後に特急「スカイツリートレイン」としての運行を終了し、団体専用または臨時での運行のみとなったが、2019年からは行楽期の臨時特急として運行されている他、栃木県民の日の宇都宮線無料乗車日には普通列車として運行された。また春の花見シーズンには全車自由席の普通列車として浅草〜とうきょうスカイツリー駅間でも花見列車「サクラトレイン」が運行されている。
また、2024年（令和6年）12月28日から2025年（令和7年）1月5日までは、帰省客の輸送のため会津田島駅への臨時列車が設定され、下りは春日部駅始発、上りは浅草駅終着で運転された（停車駅は特急「リバティ会津」と同様である）。
この他、2023年（令和5年）4月24日から28日にかけて野岩鉄道の車両の都合により会津鬼怒川線の運用を代走した。

### 外観
車体構造は6050系時代と同じであるが、外観塗装は白をベースに634-11編成が「青空」をイメージした青系、634-12編成が「朝焼け」をイメージした赤系の水玉模様と東京スカイツリーのデザインに変更された。なお、前面のブラックフェイスは運行開始直前になって施されている。
水玉模様は地上で放たれた風船が、スカイツリーを中心として沿うように舞いあがる様子をイメージしている。前面部の行先表示器・列車種別表示器と側面の行先表示器については，改造に際して東武の優等列車としては初のフルカラーLED式に取り替えられた。客室の側窓はスカイツリーの眺望を考慮して、既存の側窓の上部に曲面ガラスを用いた天井窓を追加設置している。

### 車内設備
スカイツリーの眺望を考慮して、腰掛設置の床面が出入台・通路に対して150mm高くした高床式に改造された。
腰掛はフリースペースを除き、改造車種である6050系のセミクロスシート（ボックスシート＋ロングシート）からリクライニングシートに変更されており、モハ634-01形が山側は窓側を向いたペアスイート席・海側は１列配置のシングル席になっている一方、クハ634-02形は1列配置のシングル席（山側）と2列配置のツイン席（海側）の組み合わせに変更された。ペアスイート席以外は回転（前後方向のみ）も可能で、1人旅から2 - 4人の組み合わせに対応している。
出入口は1両当たり片側2か所だったが、改造により運転室背後にサロン席や荷物棚を配置したため運転席寄りの出入口2か所が撤去された。なお、残存している出入口は元車種と同じく両開きドアである。また、1編成に1か所存在するトイレのバリアフリー化に伴い、トイレ近くの出入口が移設されている。
車内照明が蛍光灯からLED照明に変更され、通路上の天井には1両あたり2か所の液晶式の車内案内表示装置を設置した。Mc車のイベントステージには収納式のAVカラオケ設備を設置しており、使用時にはステージに引き出して使用する。天井にはステージを撮影する専用カメラを設けられており、1両あたり2か所の32インチモニターや専用スピーカーを使って各車に配信することができる。
外観塗装と同じく、腰掛モケットをそれぞれ青系・赤系で区別し、東京スカイツリーのマスコットキャラクターのソラカラちゃん・テッペンペン・スコブルブルのシルエット柄を採用している。室内の座席配置変更に伴い、従来セミクロスシートの脚台に配置していた機器やAV関連機器を高床や荷物置き場・バックヤードの床中に設置し、腰掛部のヒーターについて、はリクライニングシート脚台に550W（2人掛用）・250W（1人掛用）のヒーターを設置したほか、販売カウンターや荷物置場にも温風ヒータを設置して、冬期や山間部での運用に備えている。

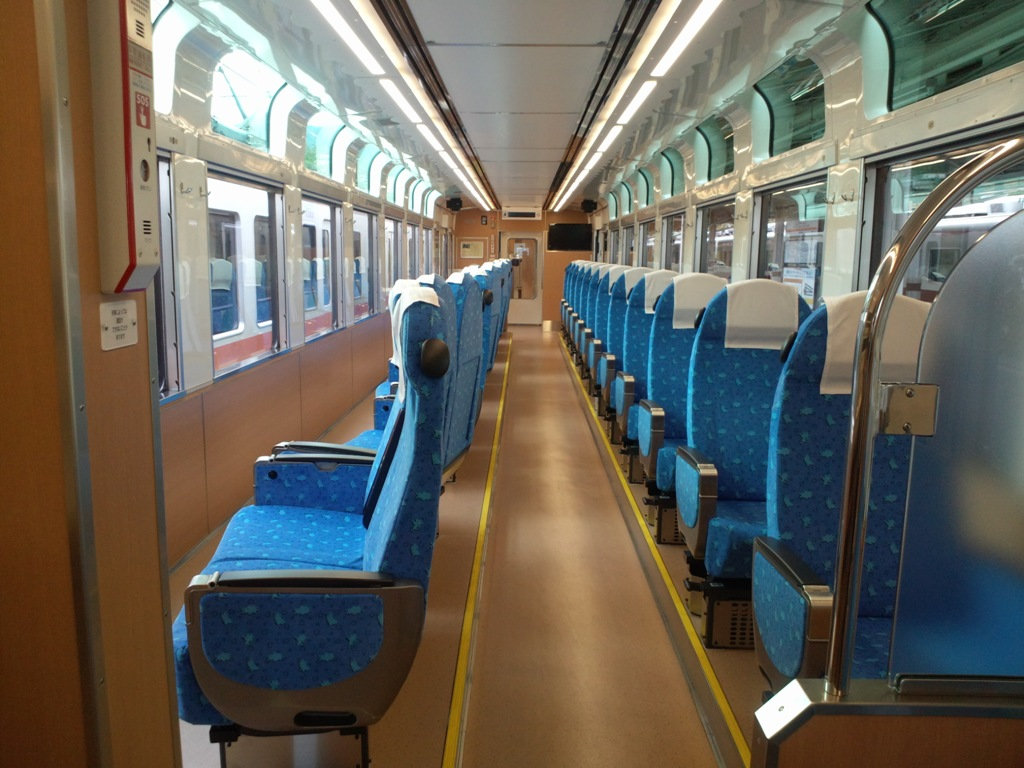
青を基調とした モハ634-11車内
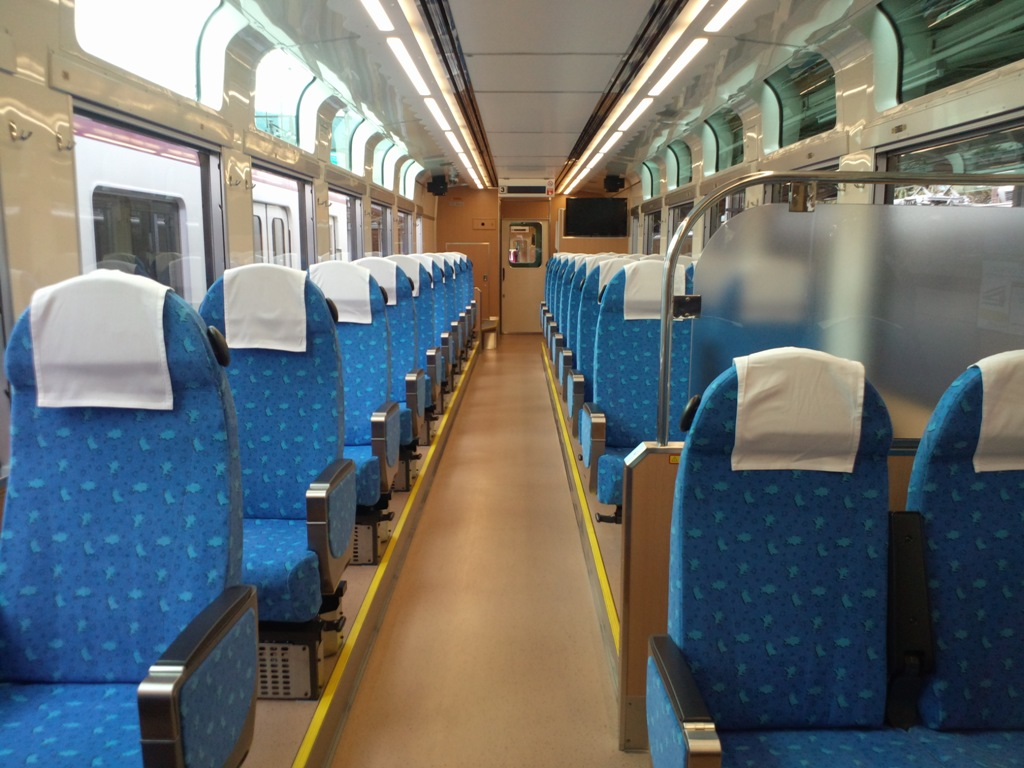
青を基調とした クハ634-12車内
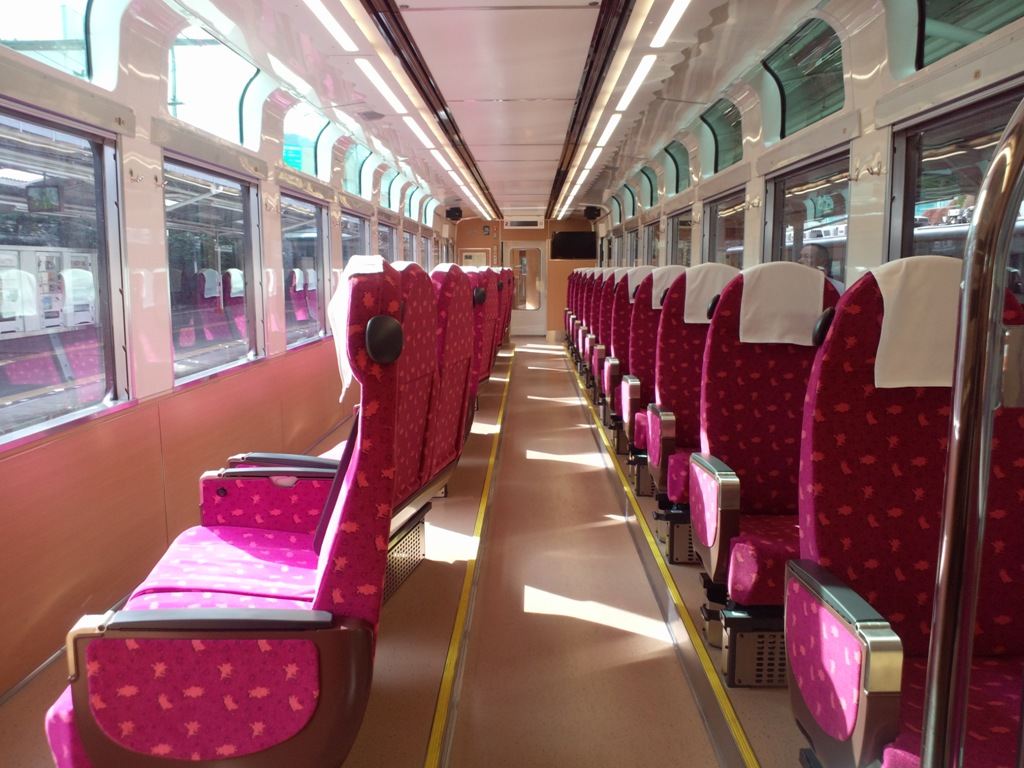
赤を基調とした モハ634-21車内
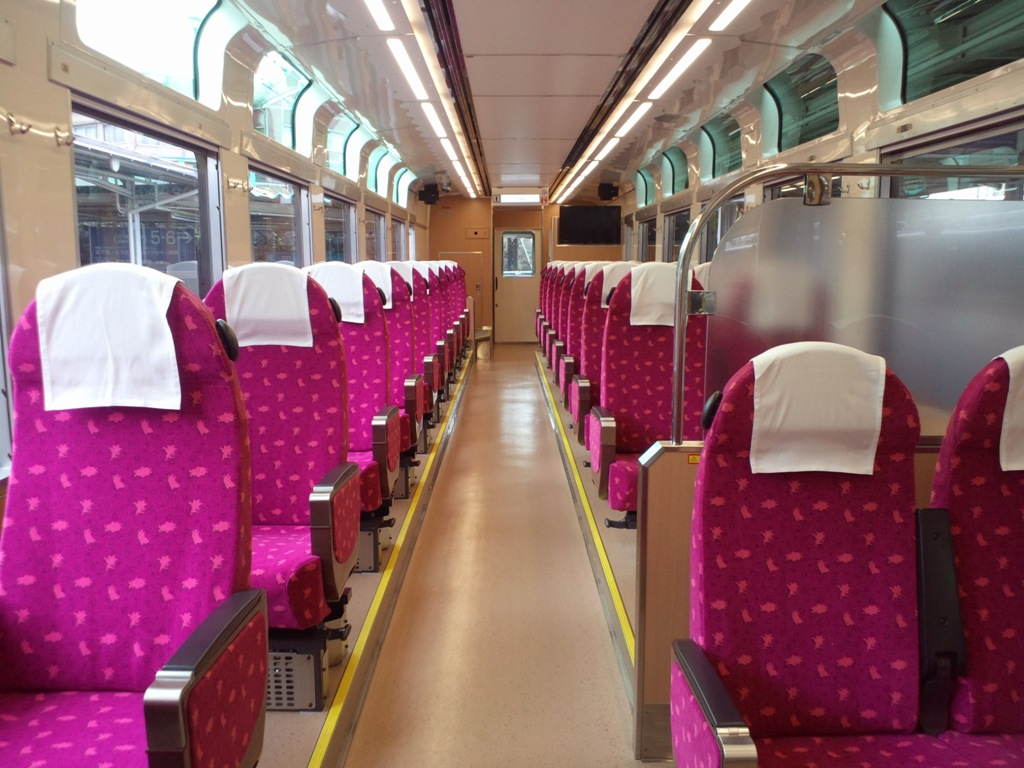
赤を基調とした クハ634-22車内
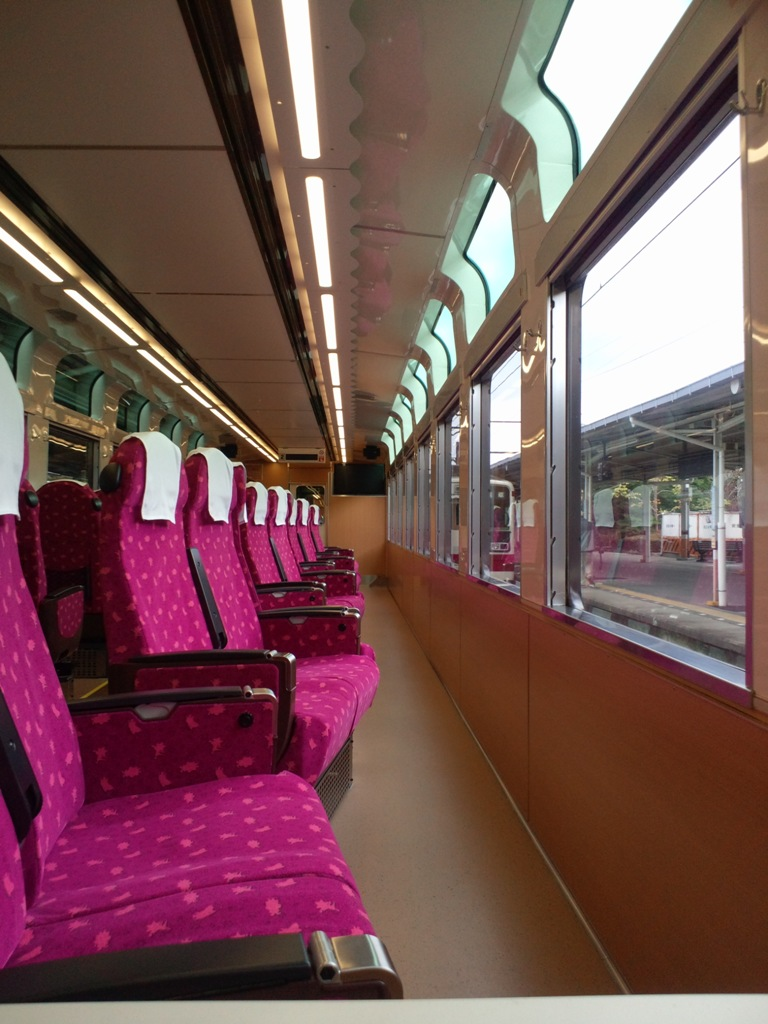
モハ634-11／21 「ペアスイート」座席 （写真はモハ634-21）
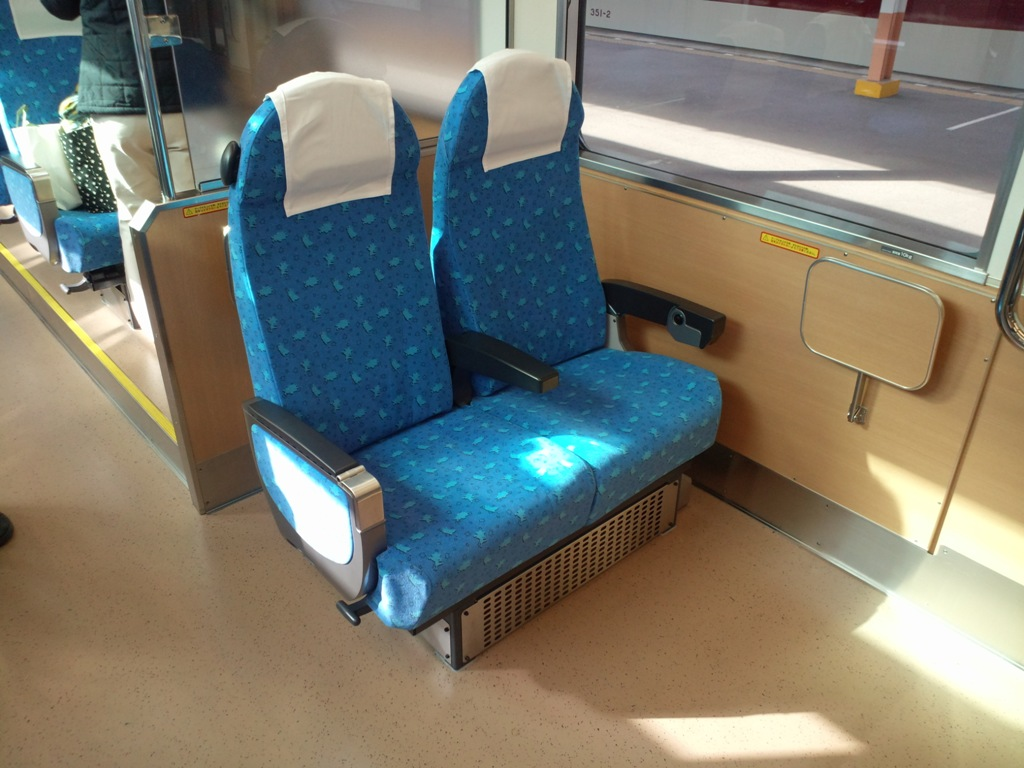
クハ634-12／22 「ツイン」座席 （写真はクハ634-12）
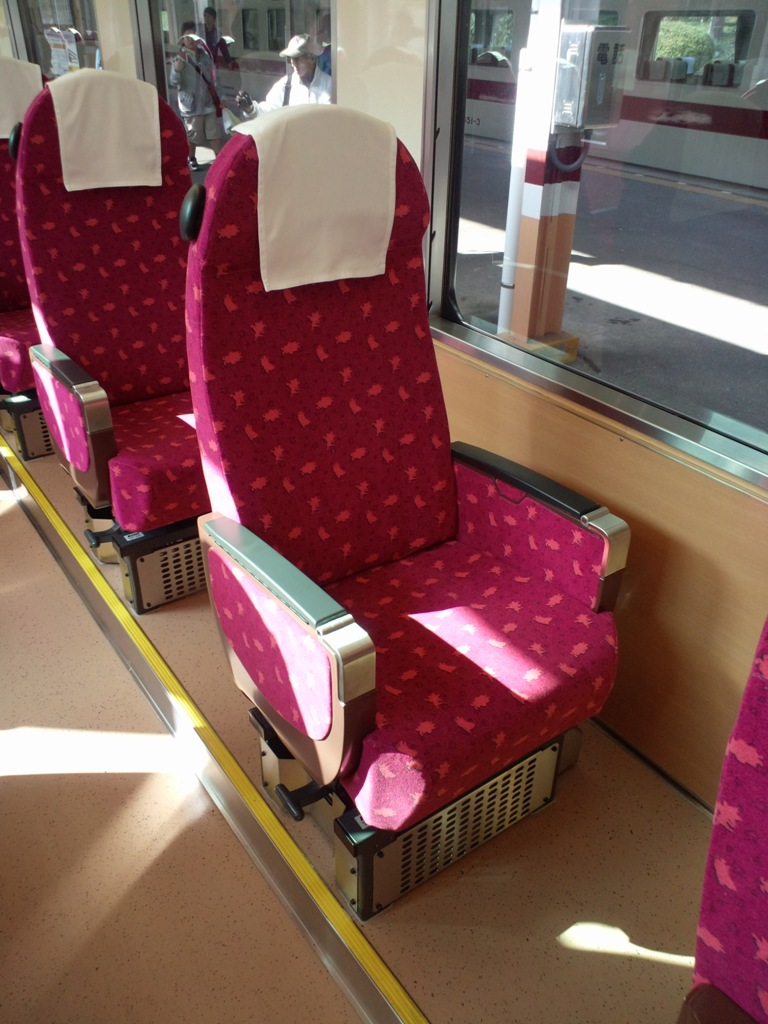
「シングル」座席 （写真はモハ634-21）
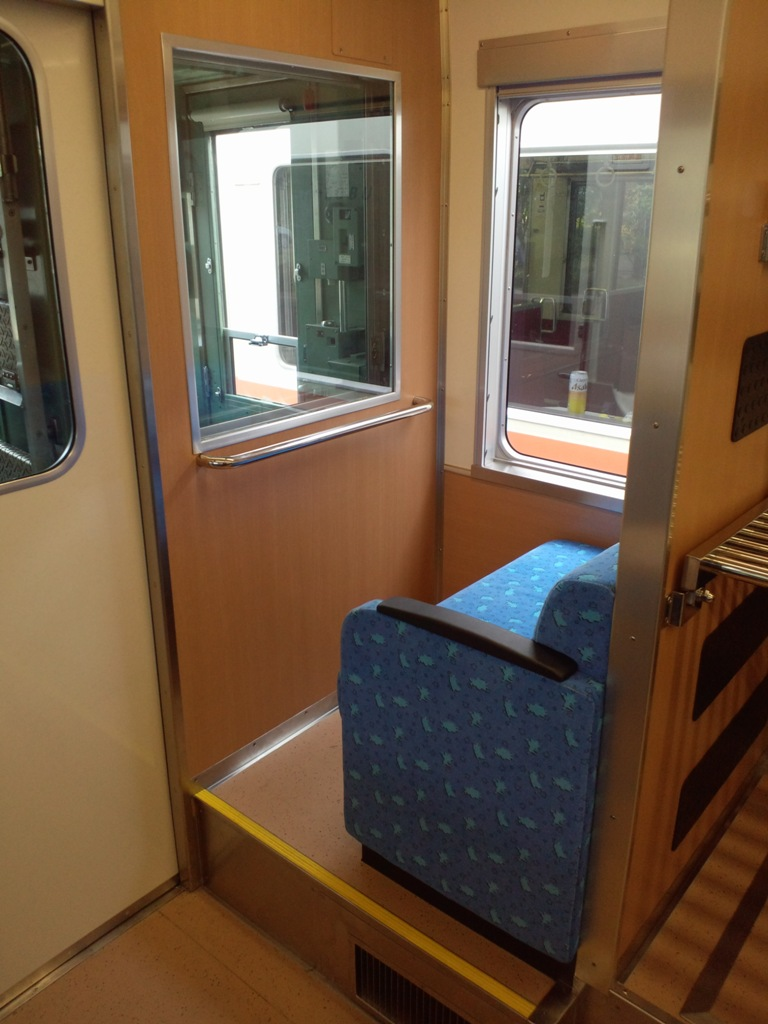
前面展望スペース （写真はモハ634-11）
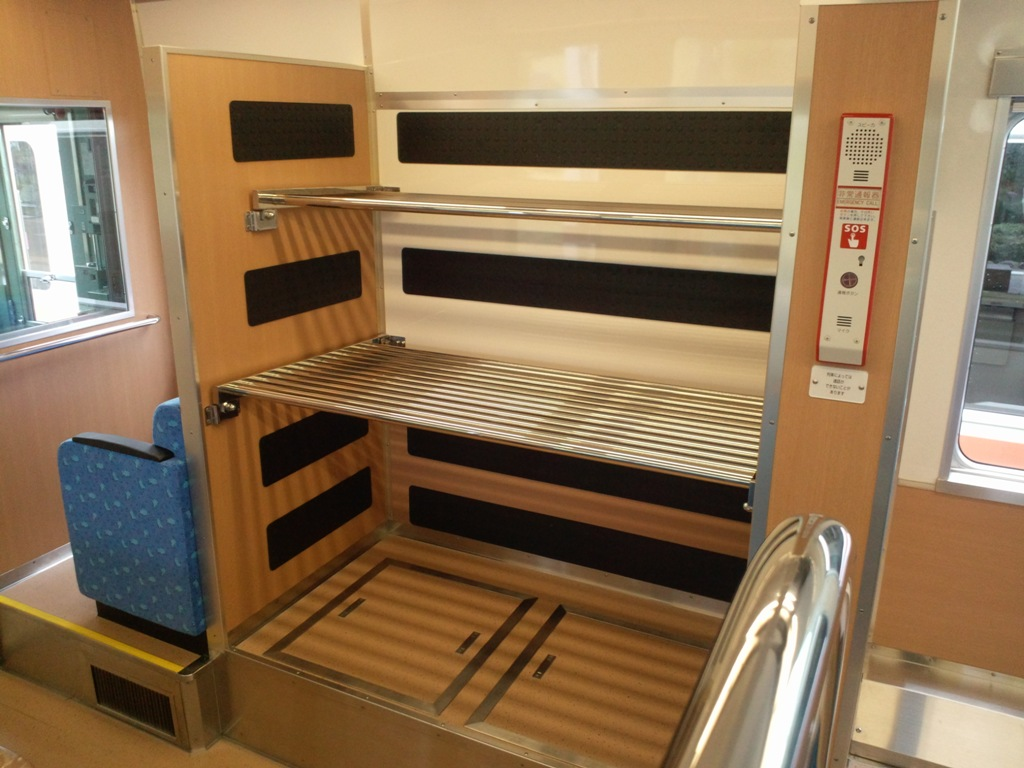
モハ634-11／21「荷物置場」 （写真はモハ634-11）
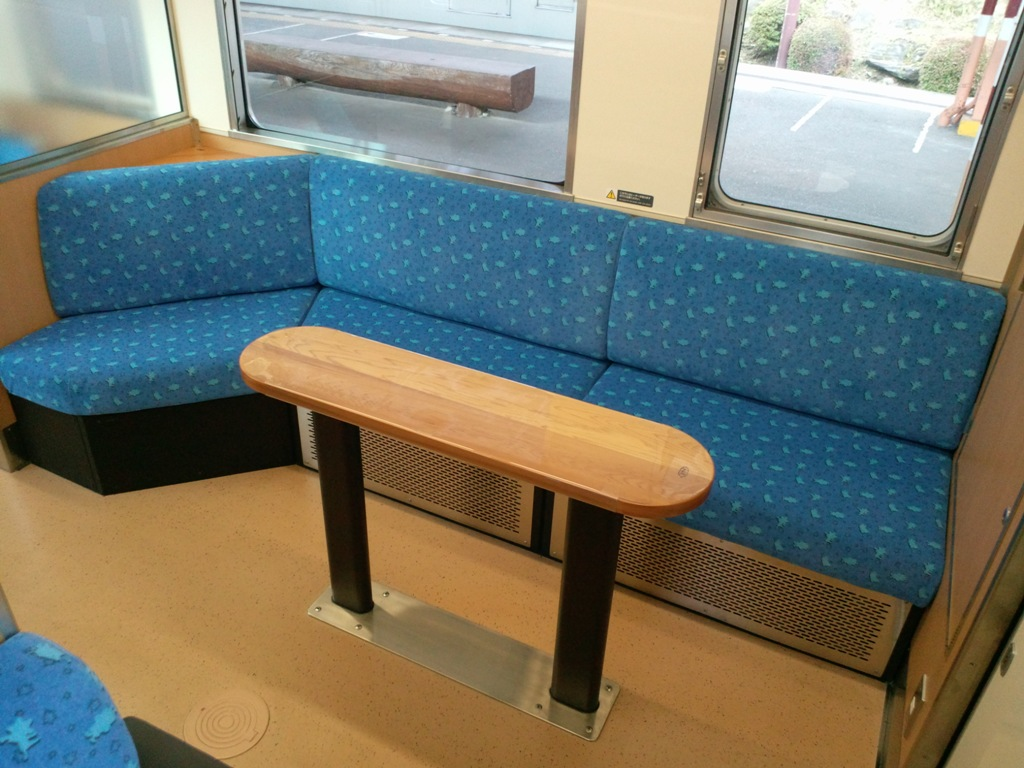
モハ634-11／21「サロン」 （写真はモハ634-11）
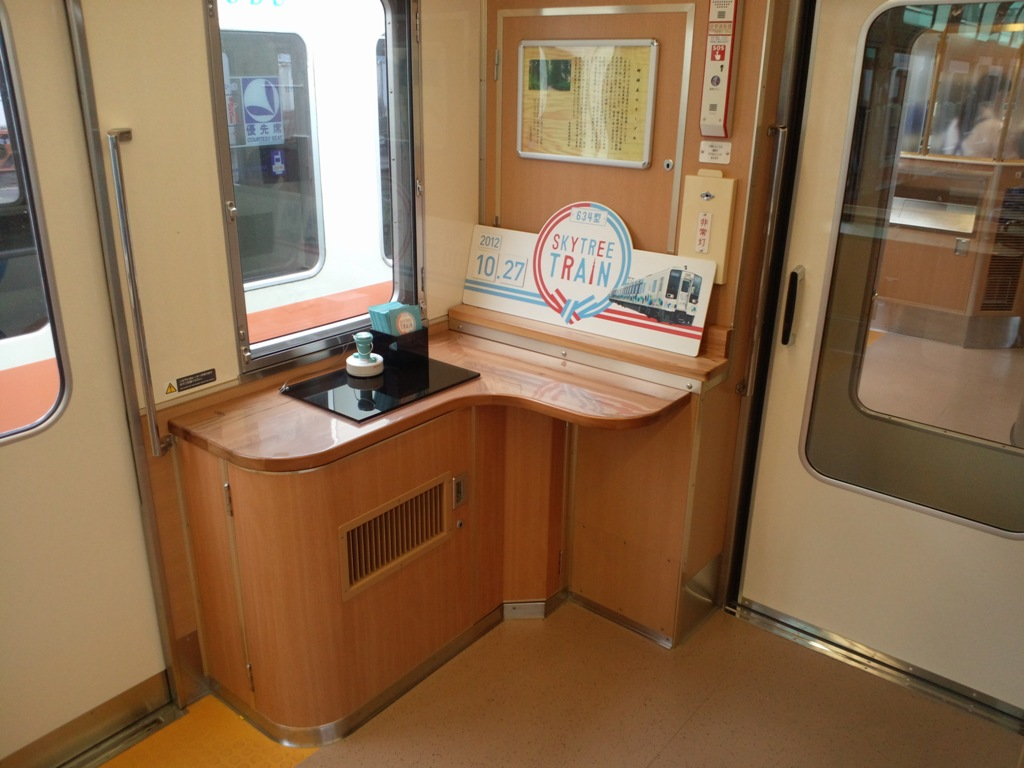
モハ634-11／21 日光杉並木の御神木を使用した「カウンターテーブル」 （写真はモハ634-11）
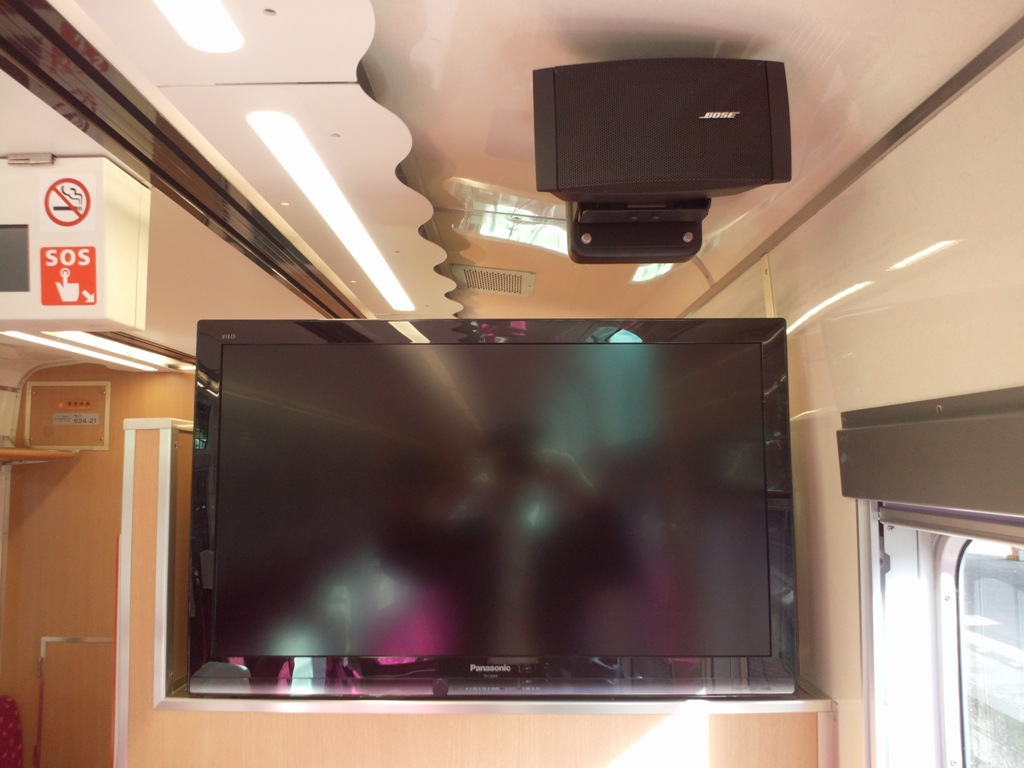
「映像モニター（パナソニック製）」と「スピーカー（BOSE製）」 （写真はモハ634-21）
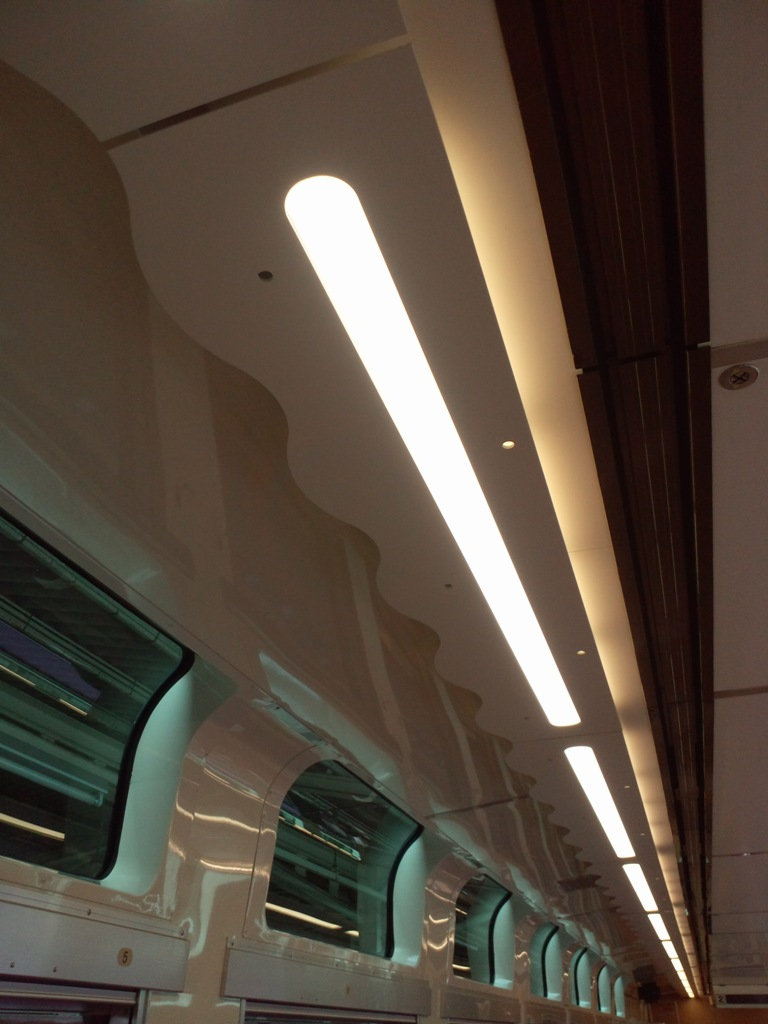
客室内のLED照明を東武では初めて採用 （写真はモハ634-21）
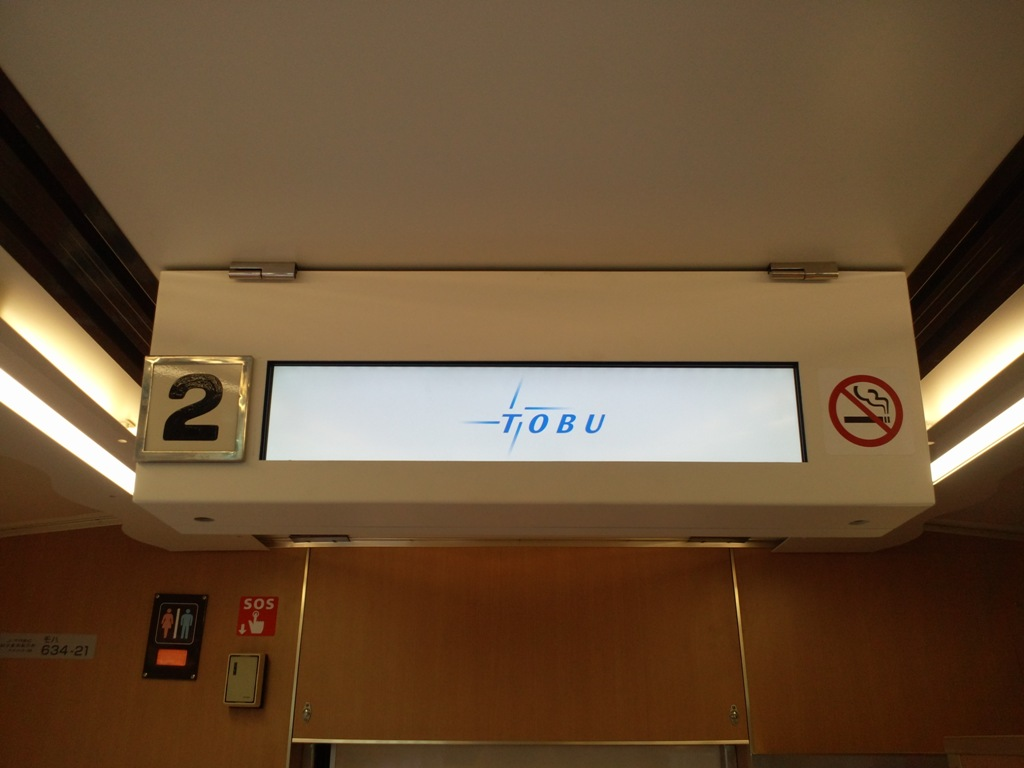
客室内のカラー液晶式案内表示器 コイト電工製「パッとビジョン」 （写真はモハ634-21）
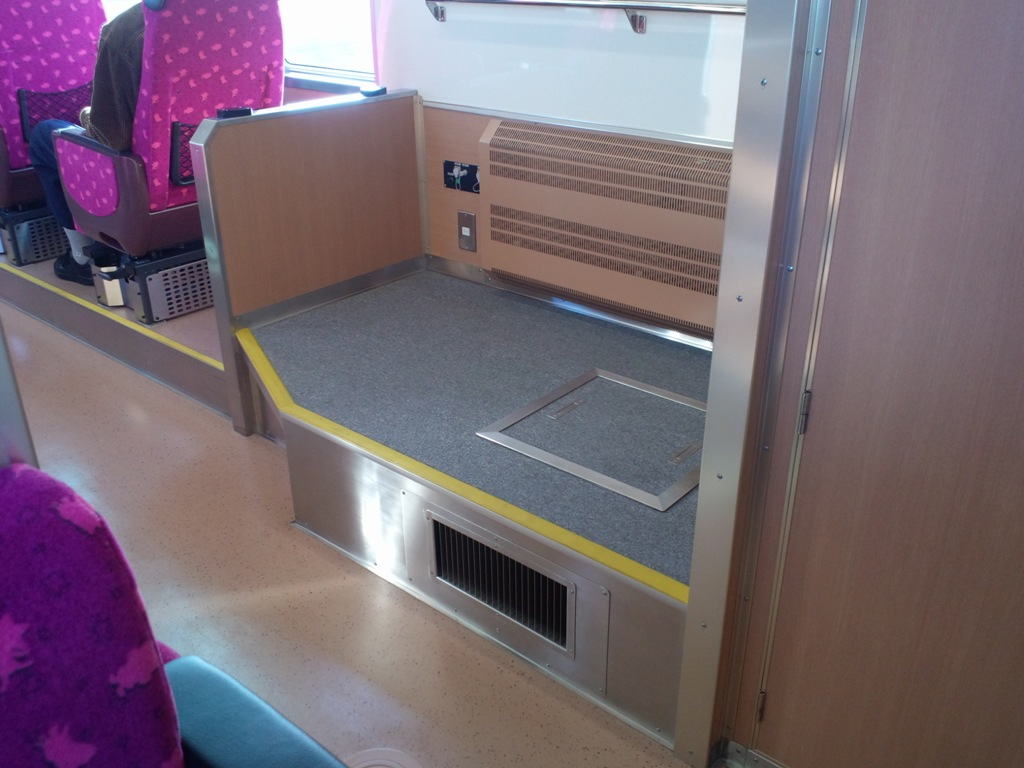
クハ634-12／22「イベントスペース」 マイク端子が装備されており「カラオケ設備」の設置も可能 （写真はクハ634-22）
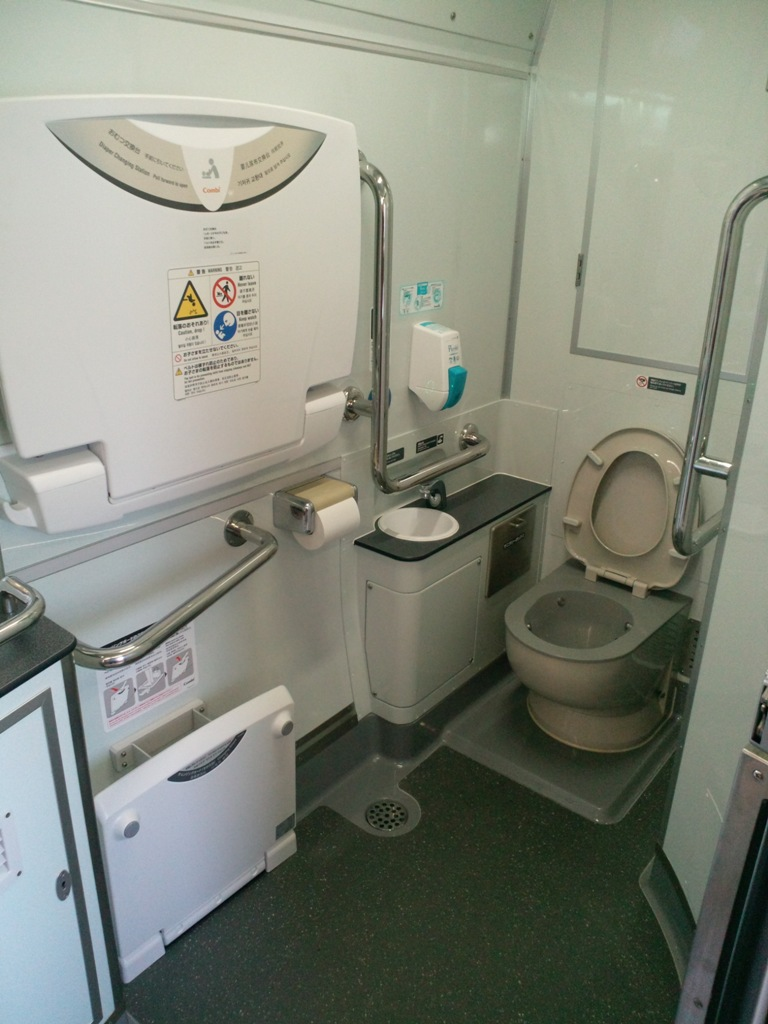
クハ634-12／22「車イス対応トイレ」 ベビーベッド・チェンジングボード（着替え台）も装備されている （写真はクハ634-12）
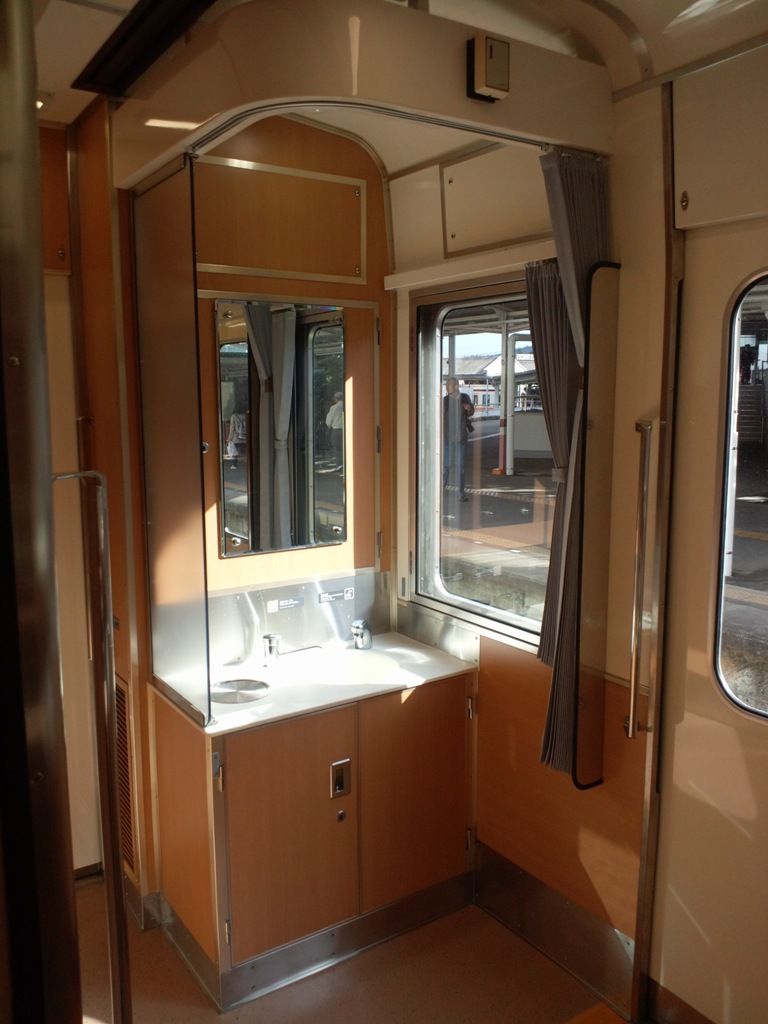
クハ634-12／22「洗面台」 （写真はクハ634-22）

### 形式および編成表

#### 形式
編成は浅草側からモハ634-11・21とクハ634-12・22となっている。6050系時代の番号との新旧対照は次の通り。
- モハ6177・6178→モハ634-11・21
- クハ6277・6278→クハ634-12・22

モハ634-01形（Mc）
浅草向き制御電動車。主制御装置・パンタグラフを搭載する。
クハ634-02形（Tc）
東武日光・新藤原・会津田島・太田・大宮駅向き制御車。電動空気圧縮機・補助電源装置を搭載する。車内では連結面側にトイレを設置している。

#### 編成表
|               | ← 浅草駅東武日光駅 新藤原駅 会津田島駅 太田駅 大宮駅 → |                     |
| 形式          | モハ634-01形 （Mc）                                    | クハ634-02形 （Tc） |
| 搭載機器      | CON・PT                                                | MG・CP              |
| 自重          | 46.3 t                                                 | 40.0 t              |
| 定員 （座席） | （30）                                                 | （29）              |
| 車両番号      | 634-11 634-21                                          | 634-12 634-22       |